# Списак епизода серије Доктор Ху (класична ера)
Доктор Ху је британска научнофантастична телевизијска серија коју производи BBC. До 31. маја 2025. емитовано је 892 епизоде, закључно са петнаестим серијалом. Уз серију постоји и један телевизијски филм и више специјала и обухвата 319 прича у 40 сезона, почевши од 1963. године. Поред тога, емитована су четири добротворна специјала и две анимиране серије. Велики број епизода серије довео је до тога да Доктор Ху држи светски рекорд за највећи број епизода неког научнофантастичног програма.
Снимање серије било је прекинуто 1989. године. Телевизијски филм снимљен је у Сједињеним Америчким Државама 1996. године, пре него што је серија настављена 2005. године. Оригинална серија (1963–1989), углавном се састоји од вишеделних серијала; у раним сезонама, а повремено и током читавог трајања, серијали су често били повезани тако да једна прича директно води у следећу. Оживљавањем из 2005. замењен је ранији формат серијала низом самосталних епизода, уз повремене вишеделне приче, организоване у лабаво повезане наративне целине.
Током прве две сезоне и већег дела треће (1963–1966), свака епизода имала је свој наслов; од епизоде „Дивљаци (1. део)” појединачни наслови епизода више се не користе. Наслови у наставку, за ове ране серијале, они су који се најчешће користе, како у комерцијалним издањима, тако и у изворима као што су Референтни водич за Доктора Хуа и BBC-ов водич за класичне епизоде. Након оживљавања серије 2005. године, серија се вратила пракси да свака епизода има свој индивидуални наслов.
Због BBC-јеве политике брисања трака током 1970-их, 97 епизода Доктора Хуа из 1960-их више не постоји. Као последица тога, 26 серијала је тренутно непотпуно, са једном или више епизода које постоје само у аудио форми, често уз исечке или фотографије. За комерцијална издања, поједине епизоде реконструисане су коришћењем аудио снимака са оригиналног емитовања, у комбинацији са сачуваним визуелним материјалом или новоизрађеном анимацијом.

## Преглед серије
| Сезона / Серијал  | Сезона / Серијал    | Епизоде         | Доктор             | Оригинално емитовање | Оригинално емитовање |
| ----------------- | ------------------- | --------------- | ------------------ | -------------------- | -------------------- |
| Сезона / Серијал  | Сезона / Серијал    | Епизоде         | Доктор             | Премијера            | Финале               |
| Класична ера      |                     |                 |                    |                      |                      |
|                   | 1. сезона           | 42              | Први Доктор        | 23. новембар 1963.   | 12. септембар 1964.  |
|                   | 2. сезона           | 39              | Први Доктор        | 31. октобар 1964.    | 24. јул 1965.        |
|                   | 3. сезона           | 45              | Први Доктор        | 11. септембар 1965.  | 16. јул 1966.        |
|                   | 4. сезона           | 43              | Други Доктор       | 10. септембар 1966.  | 1. јул 1967.         |
|                   | 5. сезона           | 40              | Други Доктор       | 2. септембар 1967.   | 1. јун 1968.         |
|                   | 6. сезона           | 44              | Други Доктор       | 10. август 1968.     | 21. јун 1969.        |
|                   | 7. сезона           | 25              | Трећи Доктор       | 3. јануар 1970.      | 20. јун 1970.        |
|                   | 8. сезона           | 25              | Трећи Доктор       | 2. јануар 1971.      | 19. јун 1971.        |
|                   | 9. сезона           | 26              | Трећи Доктор       | 1. јануар 1972.      | 24. јун 1972.        |
|                   | 10. сезона          | 26              | Трећи Доктор       | 30. децембар 1972.   | 23. јун 1973.        |
|                   | 11. сезона          | 26              | Трећи Доктор       | 15. децембар 1973.   | 8. јун 1974.         |
|                   | 12. сезона          | 20              | Четврти Доктор     | 28. децембар 1974.   | 10. мај 1975.        |
|                   | 13. сезона          | 26              | Четврти Доктор     | 30. август 1975.     | 6. март 1976.        |
|                   | 14. сезона          | 26              | Четврти Доктор     | 4. септембар 1976.   | 2. април 1977.       |
|                   | 15. сезона          | 26              | Четврти Доктор     | 3. септембар 1977.   | 11. март 1978.       |
|                   | 16. сезона          | 26              | Четврти Доктор     | 2. септембар 1978.   | 24. фебруар 1979.    |
|                   | 17. сезона          | 20              | Четврти Доктор     | 1. септембар 1979.   | 12. јануар 1980.     |
|                   | 18. сезона          | 28              | Четврти Доктор     | 30. август 1980.     | 21. март 1981.       |
|                   | 19. сезона          | 26              | Пети Доктор        | 4. јануар 1982.      | 30. март 1982.       |
|                   | 20. сезона          | 22              | Пети Доктор        | 4. јануар 1983.      | 16. март 1983.       |
|                   | 21. сезона          | 25              | Пети Доктор        | 23. новембар 1983.   | 25. март 1984.       |
|                   | 22. сезона          | 13              | Шести Доктор       | 5. јануар 1985.      | 30. март 1985.       |
|                   | 23. сезона          | 14              | Шести Доктор       | 6. септембар 1986.   | 6. децембар 1986.    |
|                   | 24. сезона          | 14              | Седми Доктор       | 7. септембар 1987.   | 7. децембар 1987.    |
|                   | 25. сезона          | 14              | Седми Доктор       | 5. октобар 1988.     | 4. јануар 1989.      |
|                   | 26. сезона          | 14              | Седми Доктор       | 6. септембар 1989.   | 6. децембар 1989.    |
|                   | Филм                | Филм            | Осми Доктор        | 12. мај 1996.        | 12. мај 1996.        |
| Савремена ера     |                     |                 |                    |                      |                      |
|                   | 1. серијал          | 13              | Девети Доктор      | 26. март 2005.       | 18. јун 2005.        |
|                   | 2. серијал          | 13              | Десети Доктор      | 15. април 2006.      | 8. јул 2006.         |
|                   | 3. серијал          | 13              | Десети Доктор      | 31. март 2007.       | 30. јун 2007.        |
|                   | 4. серијал          | 13              | Десети Доктор      | 5. април 2008.       | 5. јул 2008.         |
|                   | Специјали (2008−10) | 5               | Десети Доктор      | 25. децембар 2008.   | 1. јануар 2010.      |
|                   | 5. серијал          | 13              | Једанаести Доктор  | 3. април 2010.       | 26. јун 2010.        |
|                   | 6. серијал          | 13              | Једанаести Доктор  | 23. април 2011.      | 1. октобар 2011.     |
|                   | 7. серијал          | 13              | Једанаести Доктор  | 1. сепембар 2012.    | 18. мај 2013.        |
|                   | Специјали (2013)    | 2               | Једанаести Доктор  | 23. новембар 2013.   | 25. децембар 2013.   |
|                   | 8. серијал          | 12              | Дванаести Доктор   | 23. август 2014.     | 8. новембар 2014.    |
|                   | 9. серијал          | 12              | Дванаести Доктор   | 19. септембар 2015.  | 5. децембар 2015.    |
|                   | 10. серијал         | 12              | Дванаести Доктор   | 15. април 2017.      | 1. јул 2017.         |
|                   | 11. серијал         | 10              | Тринаеста Докторка | 7. октобар 2018.     | 9. децембар 2018.    |
|                   | 12. серијал         | 10              | Тринаеста Докторка | 1. јануар 2020.      | 1. март 2020.        |
| Револуција Далека | Револуција Далека   | 1. јануар 2021. | 1. јануар 2021.    |                      |                      |
|                   | 13. серијал         | 6               | Тринаеста Докторка | 31. октобар 2021.    | 5. децембар 2021.    |
|                   | Специјали (2022)    | 3               | Тринаеста Докторка | 1. јануар 2022.      | 23. октобар 2022.    |
|                   | Специјали (2023)    | 3               | Четрнаести Доктор  | 25. новембар 2023.   | 9. децембар 2023.    |
|                   | 14. серијал         | 8               | Петнаести Доктор   | 11. мај 2024.        | 22. јун 2024.        |
|                   | 15. серијал         | 8               | Петнаести Доктор   | 12. април 2025.      | 31. мај 2025.        |

1. ↑  Први Доктор је остао до 8. епизоде 4. сезоне. Други Доктор се појављивао у остатку сезоне.
2. ↑  Пети Доктор се регенерисао у Шестог у 21. епизоди 21. сезоне. Шести Доктор се појављивао у последње четири епизоде сезоне.
3. ↑  Пред 2. серијал емитован је божићни специјал 25. децембра 2005.
4. ↑  Пред 3. серијал емитован је божићни специјал 25. децембра 2006.
5. ↑  Пред 4. серијал емитован је божићни специјал 25. децембра 2007.
6. ↑  Пред 6. серијал емитован је божићни специјал 25. децембра 2010. док је након серијала емитован божићни специјал 25. децембра 2011.
7. ↑  Између 5. и 6. епизоде 7. серијала емитован је божићни специјал 25. децембра 2012.
8. ↑  Након 8. серијала емитован је божићни специјал 25. децембра 2014.
9. ↑  Након 9. серијала емитован је божићни специјал 25. децембра 2015.
10. ↑  Пред 10. серијал емитован је божићни специјал 25. децембра 2016. док је након серијала емитован божићни специјал 25. децембра 2017.
11. ↑  Након 11. серијала емитован је новогодишњи специјал 1. јануара 2019.
12. ↑  Између специјала (2023) и 14. серијала емитован је божићни специјал 25. децембра 2023.
13. ↑  Пред 15. серијал емитован je божићни специјал 25. децембра 2024.

## Епизоде

### 1. сезона (1963−64)
Прву инкарнацију Доктора тумачио је Вилијам Хартнел. Током Хартнелловог периода, епизоде су биле мешавина прича смештених на Земљи будућности са ванземаљским утицајем, на ванземаљским планетама, и у историјским догађајима без ванземаљског утицаја, као што је серијал Марко Поло, једaн од изгубљених серијала.
| Бр. еп. (укупно) | Бр. еп. (у сезони) | Наслов                       | Редитељ        | Сценариста     | Премијера           | Гледаност у Британији (милиони) |
| ---------------- | ------------------ | ---------------------------- | -------------- | -------------- | ------------------- | ------------------------------- |
| 1                | 1                  | „Ванземљаско дете”           | Ворис Хусеин   | Ентони Коберн  | 23. новембар 1963.  | 4,4                             |
| 2                | 2                  | „Пећина лобања”              | Ворис Хусеин   | Ентони Коберн  | 30. новембар 1963.  | 5,9                             |
| 3                | 3                  | „Шума страха”                | Ворис Хусеин   | Ентони Коберн  | 7. децембар 1963.   | 6,9                             |
| 4                | 4                  | „Творац ватре”               | Ворис Хусеин   | Ентони Коберн  | 14. децембар 1963.  | 6,4                             |
| 5                | 5                  | „Мртва планета”              | Кристофер Бери | Тери Нејшн     | 21. децембар 1963.  | 6,9                             |
| 6                | 6                  | „Преживели”                  | Кристофер Бери | Тери Нејшн     | 28. децембар 1963.  | 6,4                             |
| 7                | 7                  | „Бекство”                    | Ричард Мартин  | Тери Нејшн     | 4. јануар 1964.     | 8,9                             |
| 8                | 8                  | „Заседа”                     | Кристофер Бери | Тери Нејшн     | 11. јануар 1964.    | 9,9                             |
| 9                | 9                  | „Експедиција”                | Кристофер Бери | Тери Нејшн     | 18. јануар 1964.    | 9,9                             |
| 10               | 10                 | „Искушење”                   | Ричард Мартин  | Тери Нејшн     | 25. јануар 1964.    | 10,4                            |
| 11               | 11                 | „Спашавање”                  | Ричард Мартин  | Тери Нејшн     | 1. фебруар 1964.    | 10,4                            |
| 12               | 12                 | „Ивица уништења”             | Ричард Мартин  | Дејвид Витакер | 8. фебруар 1964.    | 10,4                            |
| 13               | 13                 | „На рубу катастрофе”         | Френк Кокс     | Дејвид Витакер | 15. фебруар 1964.   | 9,9                             |
| 14               | 14                 | „Кров света”†                | Ворис Хусеин   | Џон Лукароти   | 22. фебруар 1964.   | 9,4                             |
| 15               | 15                 | „Распевани песак”†           | Ворис Хусеин   | Џон Лукароти   | 29. фебруар 1964.   | 9,4                             |
| 16               | 16                 | „Петсто очију”†              | Ворис Хусеин   | Џон Лукароти   | 7. март 1964.       | 9,4                             |
| 17               | 17                 | „Зид лажи”†                  | Џон Крокет     | Џон Лукароти   | 14. март 1964.      | 9,9                             |
| 18               | 18                 | „Јахач из Шанг-Туа”†         | Ворис Хусеин   | Џон Лукароти   | 21. март 1964.      | 9,4                             |
| 19               | 19                 | „Моћни Кублај-кан”†          | Ворис Хусеин   | Џон Лукароти   | 28. март 1964.      | 8,4                             |
| 20               | 20                 | „Убица у Пекингу”†           | Ворис Хусеин   | Џон Лукароти   | 4. април 1964.      | 10,4                            |
| 21               | 21                 | „Море смрти”                 | Џон Гори       | Тери Нејшн     | 11. април 1964.     | 9,9                             |
| 22               | 22                 | „Сомотна мрежа”              | Џон Гори       | Тери Нејшн     | 18. април 1964.     | 9,4                             |
| 23               | 23                 | „Вриштећа џунгла”            | Џон Гори       | Тери Нејшн     | 25. април 1964.     | 9,9                             |
| 24               | 24                 | „Снегови ужаса”              | Џон Гори       | Тери Нејшн     | 2. мај 1964.        | 10,4                            |
| 25               | 25                 | „Смртна пресуда”             | Џон Гори       | Тери Нејшн     | 9. мај 1964.        | 7,9                             |
| 26               | 26                 | „Кључеви Маринуса”           | Џон Гори       | Тери Нејшн     | 16. мај 1964.       | 6,9                             |
| 27               | 27                 | „Храм зла”                   | Џон Крокет     | Џон Лукароти   | 23. мај 1964.       | 7,4                             |
| 28               | 28                 | „Ратници смрти”              | Џон Крокет     | Џон Лукароти   | 30. мај 1964.       | 7,4                             |
| 29               | 29                 | „Жртвена невеста”            | Џон Крокет     | Џон Лукароти   | 6. јун 1964.        | 7,9                             |
| 30               | 30                 | „Дан таме”                   | Џон Крокет     | Џон Лукароти   | 13. јун 1964.       | 7,4                             |
| 31               | 31                 | „Странци у свемиру”          | Мервин Пинфилд | Питер Р. Њуман | 20. јун 1964.       | 7,9                             |
| 32               | 32                 | „Невољни ратници”            | Мервин Пинфилд | Питер Р. Њуман | 27. јун 1964.       | 6,9                             |
| 33               | 33                 | „Скривена опасност”          | Мервин Пинфилд | Питер Р. Њуман | 11. јул 1964.       | 7,4                             |
| 34               | 34                 | „Трка против смрти”          | Мервин Пинфилд | Питер Р. Њуман | 18. јул 1964.       | 5,5                             |
| 35               | 35                 | „Отмица”                     | Френк Кокс     | Питер Р. Њуман | 25. јул 1964.       | 6,9                             |
| 36               | 36                 | „Очајнички подухват”         | Френк Кокс     | Питер Р. Њуман | 1. август 1964.     | 6,9                             |
| 37               | 37                 | „Земља страха”               | Хенрик Хирш    | Денис Спунер   | 8. август 1964.     | 6,9                             |
| 38               | 38                 | „Гости мадам гиљотине”       | Хенрик Хирш    | Денис Спунер   | 15. август 1964.    | 6,9                             |
| 39               | 39                 | „Промена идентитета”         | Хенрик Хирш    | Денис Спунер   | 22. август 1964.    | 6,9                             |
| 40               | 40                 | „Тиранин Француске”†         | Хенрик Хирш    | Денис Спунер   | 29. август 1964.    | 6,4                             |
| 41               | 41                 | „Нагодба из нужде”†          | Хенрик Хирш    | Денис Спунер   | 5. септембар 1964.  | 6,9                             |
| 42               | 42                 | „Затвореници консијержерија” | Хенрик Хирш    | Денис Спунер   | 12. септембар 1964. | 6,4                             |

^†  Изгубљена епизода.

### 2. сезона (1964−65)
Керол Ен Форд је напустила серију након епизоде „Преломна тачка”, а заменила ју је Морин О’Брајен у улози Вики у епизоди „Моћни непријатељ”. Вилијам Расел и Џеклин Хил такође су напустили серију након епизоде „Планета одлуке”, а заменио их је Питер Первис као Стивен Тејлор у истој епизоди.
| Бр. еп. (укупно) | Бр. еп. (у сезони) | Наслов                  | Редитељ        | Сценариста     | Премијера          | Гледаност у Британији (милиони) |
| ---------------- | ------------------ | ----------------------- | -------------- | -------------- | ------------------ | ------------------------------- |
| 43               | 1                  | „Планета дивова”        | Мервин Пинфилд | Луис Маркс     | 31. октобар 1964.  | 8,4                             |
| 44               | 2                  | „Опасно путовање”       | Мервин Пинфилд | Луис Маркс     | 7. новембар 1964.  | 8,4                             |
| 45               | 3                  | „Криза”                 | Даглас Камфилд | Луис Маркс     | 14. новембар 1964. | 8,9                             |
| 46               | 4                  | „Крај света”            | Ричард Мартин  | Тери Нејшн     | 21. новембар 1964. | 11,4                            |
| 47               | 5                  | „Далеци”                | Ричард Мартин  | Тери Нејшн     | 28. новембар 1964. | 12,4                            |
| 48               | 6                  | „Дан обрачуна”          | Ричард Мартин  | Тери Нејшн     | 5. децембар 1964.  | 11,9                            |
| 49               | 7                  | „Крај сутрашњице”       | Ричард Мартин  | Тери Нејшн     | 12. децембар 1964. | 11,9                            |
| 50               | 8                  | „Пробуђени савезник”    | Ричард Мартин  | Тери Нејшн     | 19. децембар 1964. | 11,9                            |
| 51               | 9                  | „Преломна тачка”        | Ричард Мартин  | Тери Нејшн     | 26. децембар 1964. | 12,4                            |
| 52               | 10                 | „Моћни непријатељ”      | Кристофер Бери | Дејвид Витакер | 2. јануар 1965.    | 12,0                            |
| 53               | 11                 | „Очајничке мере”        | Кристофер Бери | Дејвид Витакер | 9. јануар 1965.    | 13,0                            |
| 54               | 12                 | „Трговци робовима”      | Кристофер Бери | Денис Спунер   | 16. јануар 1965.   | 13,0                            |
| 55               | 13                 | „Сви путеви воде у Рим” | Кристофер Бери | Денис Спунер   | 23. јануар 1965.   | 11,5                            |
| 56               | 14                 | „Завера”                | Кристофер Бери | Денис Спунер   | 30. јануар 1965.   | 10,0                            |
| 57               | 15                 | „Пакао”                 | Кристофер Бери | Денис Спунер   | 6. фебруар 1965.   | 12,0                            |
| 58               | 16                 | „Планета мрежа”         | Ричард Мартин  | Бил Стратон    | 13. фебруар 1965.  | 13,5                            |
| 59               | 17                 | „Зарбији”               | Ричард Мартин  | Бил Стратон    | 20. фебруар 1965.  | 12,5                            |
| 60               | 18                 | „Бекство у опасност”    | Ричард Мартин  | Бил Стратон    | 27. фебруар 1965.  | 12,5                            |
| 61               | 19                 | „Кратер од игала”       | Ричард Мартин  | Бил Стратон    | 6. март 1965.      | 13,0                            |
| 62               | 20                 | „Инвазија”              | Ричард Мартин  | Бил Стратон    | 13. март 1965.     | 12,0                            |
| 63               | 21                 | „Центар”                | Ричард Мартин  | Бил Стратон    | 20. март 1965.     | 11,5                            |
| 64               | 22                 | „Лав”                   | Даглас Камфилд | Дејвид Витакер | 27. март 1965.     | 10,5                            |
| 65               | 23                 | „Витез од Јафе”†        | Даглас Камфилд | Дејвид Витакер | 3. април 1965.     | 8,5                             |
| 66               | 24                 | „Коло среће”            | Даглас Камфилд | Дејвид Витакер | 10. април 1965.    | 9,0                             |
| 67               | 25                 | „Господари рата”†       | Даглас Камфилд | Дејвид Витакер | 17. април 1965.    | 9,5                             |
| 68               | 26                 | „Свемирски музеј”       | Мервин Пинфилд | Глин Џоунс     | 24. април 1965.    | 10,5                            |
| 69               | 27                 | „Димензије времена”     | Мервин Пинфилд | Глин Џоунс     | 1. мај 1965.       | 9,2                             |
| 70               | 28                 | „Потрага”               | Мервин Пинфилд | Глин Џоунс     | 8. мај 1965.       | 8,5                             |
| 71               | 29                 | „Завршна фаза”          | Мервин Пинфилд | Глин Џоунс     | 15. мај 1965.      | 8,5                             |
| 72               | 30                 | „Егзекутори”            | Ричард Мартин  | Тери Нејшн     | 22. мај 1965.      | 10,0                            |
| 73               | 31                 | „Смрт времена”          | Ричард Мартин  | Тери Нејшн     | 29. мај 1965.      | 9,5                             |
| 74               | 32                 | „Лет кроз вечност”      | Ричард Мартин  | Тери Нејшн     | 5. јун 1965.       | 9,0                             |
| 75               | 33                 | „Путовање у ужас”       | Ричард Мартин  | Тери Нејшн     | 12. јун 1965.      | 9,5                             |
| 76               | 34                 | „Смрт Доктора Хуа”      | Ричард Мартин  | Тери Нејшн     | 19. јун 1965.      | 9,0                             |
| 77               | 35                 | „Планета одлуке”        | Ричард Мартин  | Тери Нејшн     | 26. јун 1965.      | 9,5                             |
| 78               | 36                 | „Посматрач”             | Даглас Камфилд | Денис Спунер   | 3. јул 1965.       | 8,9                             |
| 79               | 37                 | „Монах који се меша”    | Даглас Камфилд | Денис Спунер   | 10. јул 1965.      | 8,8                             |
| 80               | 38                 | „Битка умова”           | Даглас Камфилд | Денис Спунер   | 17. јул 1965.      | 7,7                             |
| 81               | 39                 | „Шах-мат”               | Даглас Камфилд | Денис Спунер   | 24. јул 1965.      | 8,3                             |

^†  Изгубљена епизода.

### 3. сезона (1965−66)
О'Брајенова је напустила улогу Вики након епизоде коњ уништења, заменила ју је Адријан Хил као Катарина у истој епизоди. Катарину је заменила Џин Марш као Сара Кингдом у епизоди Издајници, а њу Џеки Лејн као Додо Шапле у епизоди Звоно пропасти. Епизода Дивљаци (4. део) обележила је последње појављивање Стивена, а у епизоди Ратни стројеви (1. део) су представљени будући пратиоци Бен и Поли. Џеки Лејн је напустила улогу Додо након епизоде Војни стројеви (2. део). Пракса да се свакој појединачној епизоди даје другачији наслов напуштена је након епизоде ОК Корал, пред крај сезоне.
| Бр. еп. (укупно) | Бр. еп. (у сезони) | Наслов                          | Редитељ           | Сценариста                | Премијера           | Гледаност у Британији (милиони) |
| ---------------- | ------------------ | ------------------------------- | ----------------- | ------------------------- | ------------------- | ------------------------------- |
| 82               | 1                  | "Четири стотине зора"†          | Дерек Мартинус    | Вилијам Ејмс              | 11. септембар 1965. | 9.00                            |
| 83               | 2                  | "Челична замка"†                | Дерек Мартинус    | Вилијам Ејмс              | 18. септембар 1965. | 9.50                            |
| 84               | 3                  | "Ваздушна брава"                | Дерек Мартинус    | Вилијам Ејмс              | 25. септембар 1965. | 11.30                           |
| 85               | 4                  | "Планета која пуца"†            | Дерек Мартинус    | Вилијам Ејмс              | 2. октобар 1965.    | 9.90                            |
| 86               | 5                  | "Задатак у непознато"†          | Дерек Мартинус    | Тери Нејшн                | 9. октобар 1965.    | 8.30                            |
| 87               | 6                  | "Храм тајни"†                   | Мајкл Листон-Смит | Доналд Котон              | 16. октобар 1965.   | 8.30                            |
| 88               | 7                  | "Мали пророк, велики повратак"† | Мајкл Листон-Смит | Доналд Котон              | 23. октобар 1965.   | 8.10                            |
| 89               | 8                  | "Смрт шпијуна"†                 | Мајкл Листон-Смит | Доналд Котон              | 30. октобар 1965.   | 8.70                            |
| 90               | 9                  | "Коњ уништења"†                 | Мајкл Листон-Смит | Доналд Котон              | 6. новембар 1965.   | 8.30                            |
| 91               | 10                 | "Кошмар почиње"†                | Даглас Камфилд    | Тери Нејшн                | 13. новембар 1965.  | 9.10                            |
| 92               | 11                 | "Дан Армагедона"                | Даглас Камфилд    | Тери Нејшн                | 20. новембар 1965.  | 9.80                            |
| 93               | 12                 | "Ђавоља планета"†               | Даглас Камфилд    | Тери Нејшн                | 27. новембар 1965.  | 10.30                           |
| 94               | 13                 | "Издајници"†                    | Даглас Камфилд    | Тери Нејшн                | 4. децембар 1965.   | 9.50                            |
| 95               | 14                 | "План"                          | Даглас Камфилд    | Тери Нејшн                | 11. децембар 1965.  | 9.90                            |
| 96               | 15                 | "Корона Сунца"†                 | Даглас Камфилд    | Денис Спунер              | 18. децембар 1965.  | 9.10                            |
| 97               | 16                 | "Стивенов празник"†             | Даглас Камфилд    | Тери Нејшн                | 25. децембар 1965.  | 7.90                            |
| 98               | 17                 | "Вулкан"†                       | Даглас Камфилд    | Тери Нејшн                | 1. јануар 1966.     | 9.60                            |
| 99               | 18                 | "Златна смрт"†                  | Даглас Камфилд    | Денис Спунер              | 8. јануар 1966.     | 9.20                            |
| 100              | 19                 | "Прекидач за бекство"           | Даглас Камфилд    | Денис Спунер              | 15. јануар 1966.    | 9.50                            |
| 101              | 20                 | "Напуштена планета"†            | Даглас Камфилд    | Денис Спунер              | 22. јануар 1966.    | 9.80                            |
| 102              | 21                 | "Уништење времена"†             | Даглас Камфилд    | Денис Спунер              | 29. јануар 1966.    | 8.60                            |
| 103              | 22                 | "Рат Божји"†                    | Педи Расел        | Џон Лукароти              | 5. фебруар 1966.    | 8.00                            |
| 104              | 23                 | "Морски просјак"†               | Педи Расел        | Џон Лукароти              | 12. фебруар 1966.   | 6.00                            |
| 105              | 24                 | "Свештеник смрти"†              | Педи Расел        | Џон Лукароти              | 19. фебруар 1966.   | 5.90                            |
| 106              | 25                 | "Звоно пропасти"†               | Педи Расел        | Џон Лукароти и Доналд Тош | 26. фебруар 1966.   | 5.80                            |
| 107              | 26                 | "Челично небо"                  | Мајкл Ајмисон     | Пол Ериксон и Лесли Скот  | 5. март 1966.       | 5.50                            |
| 108              | 27                 | "Куга"                          | Мајкл Ајмисон     | Пол Ериксон и Лесли Скот  | 12. март 1966.      | 6.90                            |
| 109              | 28                 | "Повратак"                      | Мајкл Ајмисон     | Пол Ериксон и Лесли Скот  | 19. март 1966.      | 6.20                            |
| 110              | 29                 | "Бомба"                         | Мајкл Ајмисон     | Пол Ериксон и Лесли Скот  | 26. март 1966.      | 7.30                            |
| 111              | 30                 | "Небеска соба играчака"†        | Бил Селарс        | Брајан Хејлс              | 2. април 1966.      | 8.00                            |
| 112              | 31                 | "Дворана лутака"†               | Бил Селарс        | Брајан Хејлс              | 9. април 1966.      | 8.00                            |
| 113              | 32                 | "Подијум"†                      | Бил Селарс        | Брајан Хејлс              | 16. април 1966.     | 9.40                            |
| 114              | 33                 | "Коначни испит"                 | Бил Селарс        | Брајан Хејлс              | 23. април 1966.     | 7.80                            |
| 115              | 34                 | "Празник за Доктора"            | Рекс Такер        | Доналд Котон              | 30. април 1966.     | 6.50                            |
| 116              | 35                 | "Не убијаја пијанисту"          | Рекс Такер        | Доналд Котон              | 7. мај 1966.        | 6.60                            |
| 117              | 36                 | "Џони Ринго"                    | Рекс Такер        | Доналд Котон              | 14. мај 1966.       | 6.20                            |
| 118              | 37                 | "ОК Корал"                      | Рекс Такер        | Доналд Котон              | 21. мај 1966.       | 5.70                            |
| 119              | 38                 | "Дивљаци (1. део)"†             | Кристофер Бери    | Ијан Стјуарт Блек         | 28. мај 1966.       | 4.80                            |
| 120              | 39                 | "Дивљаци (2. део)"†             | Кристофер Бери    | Ијан Стјуарт Блек         | 4. јун 1966.        | 5.60                            |
| 121              | 40                 | "Дивљаци (3. део)"†             | Кристофер Бери    | Ијан Стјуарт Блек         | 11. јун 1966.       | 5.00                            |
| 122              | 41                 | "Дивљаци (4. део)"†             | Кристофер Бери    | Ијан Стјуарт Блек         | 18. јун 1966.       | 4.50                            |
| 123              | 42                 | "Ратни стројеви (1. део)"       | Мајкл Фергусон    | Ијан Стјуарт Блек         | 25. јун 1966.       | 5.40                            |
| 124              | 43                 | "Ратни стројеви (2. део)"       | Мајкл Фергусон    | Ијан Стјуарт Блек         | 2. јул 1966.        | 4.70                            |
| 125              | 44                 | "Ратни стројеви (3. део)"       | Мајкл Фергусон    | Ијан Стјуарт Блек         | 9. јул 1966.        | 5.30                            |
| 126              | 45                 | "Ратни стројеви (4. део)"       | Мајкл Фергусон    | Ијан Стјуарт Блек         | 16. јул 1966.       | 5.50                            |

^†  Изгубљена епизода.

### 4. сезона (1966−67)
Кријумчари и Десета планета били су последњи серијали у којима се појавио Први Доктор. У свом последњем серијалу, Десета планета, Први Доктор је постепено постајао све слабији, до те мере да се срушио на крају епизоде „Десета планета (4. део)”, што је довело до његове регенерације у Другог Доктора. Четврта сезона је такође приметна као сезона са највише недостајућих епизода и чији ни један серијал не постоји у целини.
Другог Доктора је тумачио Патрик Траутон чији су серијали били више акциони од серијала његовог претходника. Поред тога, након серијала Горштаци приче су се удаљиле од оних чисто историјских које су се појављивале током мандата Вилијама Хартнела. Уместо тога, све историјске приче су такође укључивале елемент научне фантастике. Патрик Траутон је задржао улогу до епизоде Ратне игре (10. део) када су га чланови Докторовог рода Господари времена извели на суд због кршења закона времена. Доктор је био приморан да се регенерише и након тога прогнан на Земљу.
У овој сезони су уведени пратиоци Џејми Мекримон (Фрејзер Хајнс) и Викторија Вотерфилд (Дебора Вотлинг) у епизоди Горштаци (1. део) односно Зло Далека (2. део). Бен и Поли су отишли након епизоде Безлични (6. део).
| Бр. еп. (укупно) | Бр. еп. (у сезони) | Наслов                       | Редитељ        | Сценариста                 | Премијера           | Гледаност у Британији (милиони) |
| ---------------- | ------------------ | ---------------------------- | -------------- | -------------------------- | ------------------- | ------------------------------- |
| 127              | 1                  | "Кријумчари (1. део)"^†      | Џулија Смит    | Брајан Хејлс               | 10. септембар 1966. | 4.30                            |
| 128              | 2                  | "Кријумчари (2. део)"^†      | Џулија Смит    | Брајан Хејлс               | 17. септембар 1966. | 4.90                            |
| 129              | 3                  | "Кријумчари (3. део)"^†      | Џулија Смит    | Брајан Хејлс               | 24. септембар 1966. | 4.20                            |
| 130              | 4                  | "Кријумчари (4. део)"^†      | Џулија Смит    | Брајан Хејлс               | 1. октобар 1966.    | 4.50                            |
| 131              | 5                  | "Десета планета (1. део)"    | Дерек Мартинус | Кит Педлер                 | 8. октобар 1966.    | 5.50                            |
| 132              | 6                  | "Десета планета (2. део)"    | Дерек Мартинус | Кит Педлер                 | 15. октобар 1966.   | 6.40                            |
| 133              | 7                  | "Десета планета (3. део)"    | Дерек Мартинус | Кит Педлер и Џери Дејвис   | 22. октобар 1966.   | 7.60                            |
| 134              | 8                  | "Десета планета (4. део)"^†  | Дерек Мартинус | Кит Педлер и Џери Дејвис   | 29. октобар 1966.   | 7.70                            |
| 135              | 9                  | "Моћ Далека (1. део)"^†      | Кристофер Бери | Дејвид Витакер             | 5. новембар 1966.   | 7.90                            |
| 136              | 10                 | "Моћ Далека (2. део)"^†      | Кристофер Бери | Дејвид Витакер             | 12. новембар 1966.  | 7.80                            |
| 137              | 11                 | "Моћ Далека (3. део)"^†      | Кристофер Бери | Дејвид Витакер             | 19. новембар 1966.  | 7.50                            |
| 138              | 12                 | "Моћ Далека (4. део)"^†      | Кристофер Бери | Дејвид Витакер             | 26. новембар 1966.  | 7.80                            |
| 139              | 13                 | "Моћ Далека (5. део)"^†      | Кристофер Бери | Дејвид Витакер             | 3. децембар 1966.   | 8.00                            |
| 140              | 14                 | "Моћ Далека (6. део)"^†      | Кристофер Бери | Дејвид Витакер             | 10. децембар 1966.  | 7.80                            |
| 141              | 15                 | "Горштаци (1. део)"^†        | Хју Дејвид     | Елџин Џоунс и Џери Дејвис  | 17. децембар 1966.  | 6.70                            |
| 142              | 16                 | "Горштаци (2. део)"^†        | Хју Дејвид     | Елџин Џоунс и Џери Дејвис  | 24. децембар 1966.  | 6.80                            |
| 143              | 17                 | "Горштаци (3. део)"^†        | Хју Дејвид     | Елџин Џоунс и Џери Дејвис  | 31. децембар 1966.  | 7.40                            |
| 144              | 18                 | "Горштаци (4. део)"^†        | Хју Дејвид     | Елџин Џоунс и Џери Дејвис  | 7. јануар 1967.     | 7.30                            |
| 145              | 19                 | "Подводна претња (1. део)"^† | Џулија Смит    | Џефри Орм                  | 14. јануар 1967.    | 8.30                            |
| 146              | 20                 | "Подводна претња (2. део)"   | Џулија Смит    | Џефри Орм                  | 21. јануар 1967.    | 7.50                            |
| 147              | 21                 | "Подводна претња (3. део)"   | Џулија Смит    | Џефри Орм                  | 28. јануар 1967.    | 7.10                            |
| 148              | 22                 | "Подводна претња (4. део)"^† | Џулија Смит    | Џефри Орм                  | 4. фебруар 1967.    | 7.00                            |
| 149              | 23                 | "Месечева база (1. део)"^†   | Морис Бери     | Кит Педлер                 | 11. фебруар 1967.   | 8.10                            |
| 150              | 24                 | "Месечева база (2. део)"     | Морис Бери     | Кит Педлер                 | 18. фебруар 1967.   | 8.90                            |
| 151              | 25                 | "Месечева база (3. део)"^†   | Морис Бери     | Кит Педлер                 | 25. фебруар 1967.   | 8.20                            |
| 152              | 26                 | "Месечева база (4. део)"     | Морис Бери     | Кит Педлер                 | 4. март 1967.       | 8.10                            |
| 153              | 27                 | "Терор Макре (1. део)"^†     | Џон Дејвис     | Ијан Стјуарт Блек          | 11. март 1967.      | 8.00                            |
| 154              | 28                 | "Терор Макре (2. део)"^†     | Џон Дејвис     | Ијан Стјуарт Блек          | 18. март 1967.      | 7.90                            |
| 155              | 29                 | "Терор Макре (3. део)"^†     | Џон Дејвис     | Ијан Стјуарт Блек          | 25. март 1967.      | 8.50                            |
| 156              | 30                 | "Терор Макре (4. део)"^†     | Џон Дејвис     | Ијан Стјуарт Блек          | 1. април 1967.      | 8.40                            |
| 157              | 31                 | "Безлични (1. део)"          | Џери Мил       | Дејвид Елис и Малколм Хулк | 8. април 1967.      | 8.00                            |
| 158              | 32                 | "Безлични (2. део)"^†        | Џери Мил       | Дејвид Елис и Малколм Хулк | 15. април 1967.     | 6.40                            |
| 159              | 33                 | "Безлични (3. део)"          | Џери Мил       | Дејвид Елис и Малколм Хулк | 22. април 1967.     | 7.90                            |
| 160              | 34                 | "Безлични (4. део)"^†        | Џери Мил       | Дејвид Елис и Малколм Хулк | 29. април 1967.     | 6.90                            |
| 161              | 35                 | "Безлични (5. део)"^†        | Џери Мил       | Дејвид Елис и Малколм Хулк | 6. мај 1967.        | 7.10                            |
| 162              | 36                 | "Безлични (6. део)"^†        | Џери Мил       | Дејвид Елис и Малколм Хулк | 13. мај 1967.       | 8.00                            |
| 163              | 37                 | "Зло Далека (1. део)"^†      | Дерек Мартинус | Дејвид Витакер             | 20. мај 1967.       | 8.10                            |
| 164              | 38                 | "Зло Далека (2. део)"        | Дерек Мартинус | Дејвид Витакер             | 27. мај 1967.       | 7.50                            |
| 165              | 39                 | "Зло Далека (3. део)"^†      | Дерек Мартинус | Дејвид Витакер             | 3. јун 1967.        | 6.10                            |
| 166              | 40                 | "Зло Далека (4. део)"^†      | Дерек Мартинус | Дејвид Витакер             | 10. јун 1967.       | 5.30                            |
| 167              | 41                 | "Зло Далека (5. део)"^†      | Дерек Мартинус | Дејвид Витакер             | 17. јун 1967.       | 5.10                            |
| 168              | 42                 | "Зло Далека (6. део)"^†      | Дерек Мартинус | Дејвид Витакер             | 24. јун 1967.       | 6.80                            |
| 169              | 43                 | "Зло Далека (7. део)"^†      | Дерек Мартинус | Дејвид Витакер             | 1. јул 1967.        | 6.10                            |

^†  Изгубљена епизода.

### 5. сезона (1967−68)
Ове сезоне је отишла, Дебора Вотлинг је напустила серију након епизоде Точак у свемиру (1. део), а дебитантски су наступили Венди Педбери као Зои Хериот и Николас Кортни као пуковник Летбриџ-Стјуарт у епизоди Точак у свемиру (2. део) односно у епизоди Мрежа страха (3. део).
| Бр. еп. (укупно) | Бр. еп. (у сезони) | Наслов                            | Редитељ           | Сценариста                     | Премијера           | Гледаност у Британији (милиони) |
| ---------------- | ------------------ | --------------------------------- | ----------------- | ------------------------------ | ------------------- | ------------------------------- |
| 170              | 1                  | "Гробница Киберљуди (1. део)"     | Морис Бери        | Кит Педлер и Џери Дејвис       | 2. септембар 1967.  | 6.00                            |
| 171              | 2                  | "Гробница Киберљуди (2. део)"     | Морис Бери        | Кит Педлер и Џери Дејвис       | 9. септембар 1967.  | 6.40                            |
| 172              | 3                  | "Гробница Киберљуди (3. део)"     | Морис Бери        | Кит Педлер и Џери Дејвис       | 16. септембар 1967. | 7.20                            |
| 173              | 4                  | "Гробница Киберљуди (4. део)"     | Морис Бери        | Кит Педлер и Џери Дејвис       | 23. септембар 1967. | 7.40                            |
| 174              | 5                  | "Одвратни снежни људи (1. део)"^† | Џералд Блејк      | Мервин Хејсмен и Хенри Линколн | 30. септембар 1967. | 6.30                            |
| 175              | 6                  | "Одвратни снежни људи (2. део)"   | Џералд Блејк      | Мервин Хејсмен и Хенри Линколн | 7. октобар 1967.    | 6.00                            |
| 176              | 7                  | "Одвратни снежни људи (3. део)"^† | Џералд Блејк      | Мервин Хејсмен и Хенри Линколн | 14. октобар 1967.   | 7.10                            |
| 177              | 8                  | "Одвратни снежни људи (4. део)"^† | Џералд Блејк      | Мервин Хејсмен и Хенри Линколн | 21. октобар 1967.   | 7.10                            |
| 178              | 9                  | "Одвратни снежни људи (5. део)"^† | Џералд Блејк      | Мервин Хејсмен и Хенри Линколн | 28. октобар 1967.   | 7.20                            |
| 179              | 10                 | "Одвратни снежни људи (6. део)"^† | Џералд Блејк      | Мервин Хејсмен и Хенри Линколн | 4. новембар 1967.   | 7.40                            |
| 180              | 11                 | "Ледени ратници (1. део)"         | Дерек Мартинус    | Брајан Хејлс                   | 11. новембар 1967.  | 6.70                            |
| 181              | 12                 | "Ледени ратници (2. део)"^†       | Дерек Мартинус    | Брајан Хејлс                   | 18. новембар 1967.  | 7.10                            |
| 182              | 13                 | "Ледени ратници (3. део)"^†       | Дерек Мартинус    | Брајан Хејлс                   | 25. новембар 1967.  | 7.40                            |
| 183              | 14                 | "Ледени ратници (4. део)"         | Дерек Мартинус    | Брајан Хејлс                   | 2. децембар 1967.   | 7.30                            |
| 184              | 15                 | "Ледени ратници (5. део)"         | Дерек Мартинус    | Брајан Хејлс                   | 9. децембар 1967.   | 8.00                            |
| 185              | 16                 | "Ледени ратници (6. део)"         | Дерек Мартинус    | Брајан Хејлс                   | 16. децембар 1967.  | 7.50                            |
| 186              | 17                 | "Непријатељ света (1. део)"       | Бери Летс         | Дејвид Витакер                 | 23. децембар 1967.  | 6.80                            |
| 187              | 18                 | "Непријатељ света (2. део)"       | Бери Летс         | Дејвид Витакер                 | 30. децембар 1967.  | 7.60                            |
| 188              | 19                 | "Непријатељ света (3. део)"       | Бери Летс         | Дејвид Витакер                 | 6. јануар 1968.     | 7.10                            |
| 189              | 20                 | "Непријатељ света (4. део)"       | Бери Летс         | Дејвид Витакер                 | 13. јануар 1968.    | 7.80                            |
| 190              | 21                 | "Непријатељ света (5. део)"       | Бери Летс         | Дејвид Витакер                 | 20. јануар 1968.    | 6.90                            |
| 191              | 22                 | "Непријатељ света (6. део)"       | Бери Летс         | Дејвид Витакер                 | 27. јануар 1968.    | 8.30                            |
| 192              | 23                 | "Мрежа страха (1. део)"           | Даглас Камфилд    | Мервин Хејсмен и Хенри Линколн | 3. фебруар 1968.    | 7.20                            |
| 193              | 24                 | "Мрежа страха (2. део)"           | Даглас Камфилд    | Мервин Хејсмен и Хенри Линколн | 10. фебруар 1968.   | 6.80                            |
| 194              | 25                 | "Мрежа страха (3. део)"^†         | Даглас Камфилд    | Мервин Хејсмен и Хенри Линколн | 17. фебруар 1968.   | 7.00                            |
| 195              | 26                 | "Мрежа страха (4. део)"           | Даглас Камфилд    | Мервин Хејсмен и Хенри Линколн | 24. фебруар 1968.   | 8.40                            |
| 196              | 27                 | "Мрежа страха (5. део)"           | Даглас Камфилд    | Мервин Хејсмен и Хенри Линколн | 2. март 1968.       | 8.00                            |
| 197              | 28                 | "Мрежа страха (6. део)"           | Даглас Камфилд    | Мервин Хејсмен и Хенри Линколн | 9. март 1968.       | 8.30                            |
| 198              | 29                 | "Бес из дубине (1. део)"^†        | Хју Дејвид        | Виктор Пембертон               | 16. март 1968.      | 8.20                            |
| 199              | 30                 | "Бес из дубине (2. део)"^†        | Хју Дејвид        | Виктор Пембертон               | 23. март 1968.      | 7.90                            |
| 200              | 31                 | "Бес из дубине (3. део)"^†        | Хју Дејвид        | Виктор Пембертон               | 30. март 1968.      | 7.70                            |
| 201              | 32                 | "Бес из дубине (4. део)"^†        | Хју Дејвид        | Виктор Пембертон               | 6. април 1968.      | 6.60                            |
| 202              | 33                 | "Бес из дубине (5. део)"^†        | Хју Дејвид        | Виктор Пембертон               | 13. април 1968.     | 5.90                            |
| 203              | 34                 | "Бес из дубине (6. део)"^†        | Хју Дејвид        | Виктор Пембертон               | 20. април 1968.     | 6.90                            |
| 204              | 35                 | "Точак у свемиру (1. део)"^†      | Тристан Девер Кол | Дејвид Витакер                 | 27. април 1968.     | 7.20                            |
| 205              | 36                 | "Точак у свемиру (2. део)"^†      | Тристан Девер Кол | Дејвид Витакер                 | 4. мај 1968.        | 6.90                            |
| 206              | 37                 | "Точак у свемиру (3. део)"        | Тристан Девер Кол | Дејвид Витакер                 | 11. мај 1968.       | 7.50                            |
| 207              | 38                 | "Точак у свемиру (4. део)"^†      | Тристан Девер Кол | Дејвид Витакер                 | 18. мај 1968.       | 8.60                            |
| 208              | 39                 | "Точак у свемиру (5. део)"^†      | Тристан Девер Кол | Дејвид Витакер                 | 25. мај 1968.       | 6.80                            |
| 209              | 40                 | "Точак у свемиру (6. део)"        | Тристан Девер Кол | Дејвид Витакер                 | 1. јун 1968.        | 6.50                            |

^†  Изгубљена епизода.

### 6. сезона (1968−69)
Хајнс и Педберијева су напустили серију након епизоде Ратне игре (10. део) заједно са Траутоном. Ово је последња сезона серије која је снимљена у црно-белој техници.
| Бр. еп. (укупно) | Бр. еп. (у сезони) | Наслов                        | Редитељ        | Сценариста                 | Премијера           | Гледаност у Британији (милиони) |
| ---------------- | ------------------ | ----------------------------- | -------------- | -------------------------- | ------------------- | ------------------------------- |
| 210              | 1                  | "Владари (1. део)"            | Морис Бери     | Норман Ешби                | 10. август 1968.    | 6.10                            |
| 211              | 2                  | "Владари (2. део)"            | Морис Бери     | Норман Ешби                | 17. август 1968.    | 5.90                            |
| 212              | 3                  | "Владари (3. део)"            | Морис Бери     | Норман Ешби                | 24. август 1968.    | 5.40                            |
| 213              | 4                  | "Владари (4. део)"            | Морис Бери     | Норман Ешби                | 31. август 1968.    | 7.50                            |
| 214              | 5                  | "Владари (5. део)"            | Морис Бери     | Норман Ешби                | 7. септембар 1968.  | 5.90                            |
| 215              | 6                  | "Крадивац ума (1. део)"       | Дејвид Малони  | Дерик Шервин               | 14. септембар 1968. | 6.60                            |
| 216              | 7                  | "Крадивац ума (2. део)"       | Дејвид Малони  | Дерик Шервин               | 21. септембар 1968. | 6.50                            |
| 217              | 8                  | "Крадивац ума (3. део)"       | Дејвид Малони  | Питер Линг                 | 28. септембар 1968. | 7.20                            |
| 218              | 9                  | "Крадивац ума (4. део)"       | Дејвид Малони  | Питер Линг                 | 5. октобар 1968.    | 7.30                            |
| 219              | 10                 | "Крадивац ума (5. део)"       | Дејвид Малони  | Питер Линг                 | 12. октобар 1968.   | 6.70                            |
| 220              | 11                 | "Најезда (1. део)"^†          | Даглас Камфилд | Дерик Шервин               | 2. новембар 1968.   | 7.30                            |
| 221              | 12                 | "Најезда (2. део)"            | Даглас Камфилд | Дерик Шервин               | 9. новембар 1968.   | 7.10                            |
| 222              | 13                 | "Најезда (3. део)"            | Даглас Камфилд | Дерик Шервин               | 16. новембар 1968.  | 7.10                            |
| 223              | 14                 | "Најезда (4. део)"^†          | Даглас Камфилд | Дерик Шервин               | 23. новембар 1968.  | 6.40                            |
| 224              | 15                 | "Најезда (5. део)"            | Даглас Камфилд | Дерик Шервин               | 30. новембар 1968.  | 6.70                            |
| 225              | 16                 | "Најезда (6. део)"            | Даглас Камфилд | Дерик Шервин               | 7. децембар 1968.   | 6.50                            |
| 226              | 17                 | "Најезда (7. део)"            | Даглас Камфилд | Дерик Шервин               | 14. децембар 1968.  | 7.20                            |
| 227              | 18                 | "Најезда (8. део)"            | Даглас Камфилд | Дерик Шервин               | 21. децембар 1968.  | 7.00                            |
| 228              | 19                 | "Кротони (1. део)"            | Дејвид Малони  | Роберт Холмс               | 28. децембар 1968.  | 9.00                            |
| 229              | 20                 | "Кротони (2. део)"            | Дејвид Малони  | Роберт Холмс               | 4. јануар 1969.     | 8.40                            |
| 230              | 21                 | "Кротони (3. део)"            | Дејвид Малони  | Роберт Холмс               | 11. јануар 1969.    | 7.50                            |
| 231              | 22                 | "Кротони (4. део)"            | Дејвид Малони  | Роберт Холмс               | 18. јануар 1969.    | 7.10                            |
| 232              | 23                 | "Семе смрти (1. део)"         | Мајкл Фергусон | Брајан Хејлс               | 25. јануар 1969.    | 6.60                            |
| 233              | 24                 | "Семе смрти (2. део)"         | Мајкл Фергусон | Брајан Хејлс               | 1. фебруар 1969.    | 6.80                            |
| 234              | 25                 | "Семе смрти (3. део)"         | Мајкл Фергусон | Брајан Хејлс               | 8. фебруар 1969.    | 7.50                            |
| 235              | 26                 | "Семе смрти (4. део)"         | Мајкл Фергусон | Брајан Хејлс               | 15. фебруар 1969.   | 7.10                            |
| 236              | 27                 | "Семе смрти (5. део)"         | Мајкл Фергусон | Брајан Хејлс               | 22. фебруар 1969.   | 7.60                            |
| 237              | 28                 | "Семе смрти (6. део)"         | Мајкл Фергусон | Брајан Хејлс               | 1. март 1969.       | 7.70                            |
| 238              | 29                 | "Свемирски гусари (1. део)"^† | Мајкл Харт     | Роберт Холмс               | 8. март 1969.       | 5.80                            |
| 239              | 30                 | "Свемирски гусари (2. део)"   | Мајкл Харт     | Роберт Холмс               | 15. март 1969.      | 6.80                            |
| 240              | 31                 | "Свемирски гусари (3. део)"^† | Мајкл Харт     | Роберт Холмс               | 22. март 1969.      | 6.40                            |
| 241              | 32                 | "Свемирски гусари (4. део)"^† | Мајкл Харт     | Роберт Холмс               | 29. март 1969.      | 5.80                            |
| 242              | 33                 | "Свемирски гусари (5. део)"^† | Мајкл Харт     | Роберт Холмс               | 5. април 1969.      | 5.50                            |
| 243              | 34                 | "Свемирски гусари (6. део)"^† | Мајкл Харт     | Роберт Холмс               | 12. април 1969.     | 5.30                            |
| 244              | 35                 | "Ратне игре (1. део)"         | Дејвид Малони  | Теренс Дикс и Малколм Хулк | 19. април 1969.     | 5.50                            |
| 245              | 36                 | "Ратне игре (2. део)"         | Дејвид Малони  | Теренс Дикс и Малколм Хулк | 26. април 1969.     | 6.30                            |
| 246              | 37                 | "Ратне игре (3. део)"         | Дејвид Малони  | Теренс Дикс и Малколм Хулк | 3. мај 1969.        | 5.10                            |
| 247              | 38                 | "Ратне игре (4. део)"         | Дејвид Малони  | Теренс Дикс и Малколм Хулк | 10. мај 1969.       | 5.70                            |
| 248              | 39                 | "Ратне игре (5. део)"         | Дејвид Малони  | Теренс Дикс и Малколм Хулк | 17. мај 1969.       | 5.10                            |
| 249              | 40                 | "Ратне игре (6. део)"         | Дејвид Малони  | Теренс Дикс и Малколм Хулк | 24. мај 1969.       | 4.20                            |
| 250              | 41                 | "Ратне игре (7. део)"         | Дејвид Малони  | Теренс Дикс и Малколм Хулк | 31. мај 1969.       | 4.90                            |
| 251              | 42                 | "Ратне игре (8. део)"         | Дејвид Малони  | Теренс Дикс и Малколм Хулк | 7. јун 1969.        | 3.50                            |
| 252              | 43                 | "Ратне игре (9. део)"         | Дејвид Малони  | Теренс Дикс и Малколм Хулк | 14. јун 1969.       | 4.10                            |
| 253              | 44                 | "Ратне игре (10. део)"        | Дејвид Малони  | Теренс Дикс и Малколм Хулк | 21. јун 1969.       | 5.00                            |

^†  Изгубљена епизода.

### 7. сезона (1970)
Трећег Доктора је тумачио Џон Пертви. Осуђен на изгнанство на Земљу и присилно регенерисан на крају епизоде Ратне игре (10. део), Доктор је своје време провео радећи за ОЈУН (Обавештајну јединицу Уједињених нација). После серијала Три доктора, Господари времена су укинули његово изгнанство. Међутим, Доктор је и даље с времена на време блиско сарађивао са ОЈУН-ом. Трећи Доктор се регенерисао у своју четврту инкарнацију због тровања зрачењем у последњим тренуцима епизоде Планета паука (6. део).
Од ове сезоне програм се производи у боји. Да би се прилагодили новим методама продукције, број епизода у сезони је смањен: 6. сезона је имала 44 епизоде, а 7. има 25. Сезоне су наставиле да имају између 20 и 28 епизода до 22. сезоне. Ове сезоне пратиоци су били Лиз Шо и бригадир Летбриџ-Стјуарт.
| Бр. еп. (укупно) | Бр. еп. (у сезони) | Наслов                             | Редитељ        | Сценариста     | Премијера         | Гледаност у Британији (милиони) |
| ---------------- | ------------------ | ---------------------------------- | -------------- | -------------- | ----------------- | ------------------------------- |
| 254              | 1                  | "Напад из свемира (1. део)"        | Дерек Мартинус | Роберт Холмс   | 3. јануар 1970.   | 8.40                            |
| 255              | 2                  | "Напад из свемира (2. део)"        | Дерек Мартинус | Роберт Холмс   | 10. јануар 1970.  | 8.10                            |
| 256              | 3                  | "Напад из свемира (3. део)"        | Дерек Мартинус | Роберт Холмс   | 17. јануар 1970.  | 8.30                            |
| 257              | 4                  | "Напад из свемира (4. део)"        | Дерек Мартинус | Роберт Холмс   | 24. јануар 1970.  | 8.10                            |
| 258              | 5                  | "Доктор Ху и Силуријанци (1. део)" | Тимоти Комб    | Малколм Хулк   | 31. јануар 1970.  | 8.80                            |
| 259              | 6                  | "Доктор Ху и Силуријанци (2. део)" | Тимоти Комб    | Малколм Хулк   | 7. фебруар 1970.  | 7.30                            |
| 260              | 7                  | "Доктор Ху и Силуријанци (3. део)" | Тимоти Комб    | Малколм Хулк   | 14. фебруар 1970. | 7.50                            |
| 261              | 8                  | "Доктор Ху и Силуријанци (4. део)" | Тимоти Комб    | Малколм Хулк   | 21. фебруар 1970. | 8.20                            |
| 262              | 9                  | "Доктор Ху и Силуријанци (5. део)" | Тимоти Комб    | Малколм Хулк   | 28. фебруар 1970. | 7.50                            |
| 263              | 10                 | "Доктор Ху и Силуријанци (6. део)" | Тимоти Комб    | Малколм Хулк   | 7. март 1970.     | 7.20                            |
| 264              | 11                 | "Доктор Ху и Силуријанци (7. део)" | Тимоти Комб    | Малколм Хулк   | 14. март 1970.    | 7.50                            |
| 265              | 12                 | "Посланици смрти (1. део)"         | Мајкл Фергусон | Дејвид Витакер | 21. март 1970.    | 7.10                            |
| 266              | 13                 | "Посланици смрти (2. део)"         | Мајкл Фергусон | Дејвид Витакер | 28. март 1970.    | 7.60                            |
| 267              | 14                 | "Посланици смрти (3. део)"         | Мајкл Фергусон | Дејвид Витакер | 4. април 1970.    | 8.00                            |
| 268              | 15                 | "Посланици смрти (4. део)"         | Мајкл Фергусон | Дејвид Витакер | 11. април 1970.   | 9.30                            |
| 269              | 16                 | "Посланици смрти (5. део)"         | Мајкл Фергусон | Дејвид Витакер | 18. април 1970.   | 7.10                            |
| 270              | 17                 | "Посланици смрти (6. део)"         | Мајкл Фергусон | Дејвид Витакер | 25. април 1970.   | 6.90                            |
| 271              | 18                 | "Посланици смрти (7. део)"         | Мајкл Фергусон | Дејвид Витакер | 2. мај 1970.      | 6.40                            |
| 272              | 19                 | "Пакао (1. део)"                   | Даглас Камфилд | Дон Хјутон     | 9. мај 1970.      | 5.70                            |
| 273              | 20                 | "Пакао (2. део)"                   | Даглас Камфилд | Дон Хјутон     | 16. мај 1970.     | 5.90                            |
| 274              | 21                 | "Пакао (3. део)"                   | Даглас Камфилд | Дон Хјутон     | 23. мај 1970.     | 4.80                            |
| 275              | 22                 | "Пакао (4. део)"                   | Даглас Камфилд | Дон Хјутон     | 30. мај 1970.     | 6.00                            |
| 276              | 23                 | "Пакао (5. део)"                   | Даглас Камфилд | Дон Хјутон     | 6. јун 1970.      | 5.40                            |
| 277              | 24                 | "Пакао (6. део)"                   | Даглас Камфилд | Дон Хјутон     | 13. јун 1970.     | 6.70                            |
| 278              | 25                 | "Пакао (7. део)"                   | Даглас Камфилд | Дон Хјутон     | 20. јун 1970.     | 5.50                            |

### 8. сезона (1971)
Ова сезона формира лабав лук са увођењем Господара, негативца у свакој од прича сезоне, и представља пратитељку Џо Грант коју тумачи Кети Менинг. Николас Кортни и Џон Левен су унапређени у главну поставу на почетку сезоне, али је напуштају након епизоде Колонија у свемиру (1. део) односно Канџе Аксоса (4. део). Ричард Френклин је био у главној постави од почетка сезоне до епизоде Канџе Аксоса (4. део).
| Бр. еп. (укупно) | Бр. еп. (у сезони) | Наслов                        | Редитељ        | Сценариста                | Премијера         | Гледаност у Британији (милиони) |
| ---------------- | ------------------ | ----------------------------- | -------------- | ------------------------- | ----------------- | ------------------------------- |
| 279              | 1                  | "Терор Отонаца (1. део)"      | Бери Летс      | Роберт Холмс              | 2. јануар 1971.   | 7.30                            |
| 280              | 2                  | "Терор Отонаца (2. део)"      | Бери Летс      | Роберт Холмс              | 9. јануар 1971.   | 8.00                            |
| 281              | 3                  | "Терор Отонаца (3. део)"      | Бери Летс      | Роберт Холмс              | 16. јануар 1971.  | 8.10                            |
| 282              | 4                  | "Терор Отонаца (4. део)"      | Бери Летс      | Роберт Холмс              | 23. јануар 1971.  | 8.40                            |
| 283              | 5                  | "Ум зла (1. део)"             | Тимоти Комб    | Дон Хјутон                | 30. јануар 1971.  | 6.10                            |
| 284              | 6                  | "Ум зла (2. део)"             | Тимоти Комб    | Дон Хјутон                | 6. фебруар 1971.  | 8.80                            |
| 285              | 7                  | "Ум зла (3. део)"             | Тимоти Комб    | Дон Хјутон                | 13. фебруар 1971. | 7.50                            |
| 286              | 8                  | "Ум зла (4. део)"             | Тимоти Комб    | Дон Хјутон                | 20. фебруар 1971. | 7.40                            |
| 287              | 9                  | "Ум зла (5. део)"             | Тимоти Комб    | Дон Хјутон                | 27. фебруар 1971. | 7.60                            |
| 288              | 10                 | "Ум зла (6. део)"             | Тимоти Комб    | Дон Хјутон                | 6. март 1971.     | 7.30                            |
| 289              | 11                 | "Канџе Аксоса (1. део)"       | Мајкл Фергусон | Боб Бејкер и Дејв Мартин  | 13. март 1971.    | 7.30                            |
| 290              | 12                 | "Канџе Аксоса (2. део)"       | Мајкл Фергусон | Боб Бејкер и Дејв Мартин  | 20. март 1971.    | 8.00                            |
| 291              | 13                 | "Канџе Аксоса (3. део)"       | Мајкл Фергусон | Боб Бејкер и Дејв Мартин  | 27. март 1971.    | 6.40                            |
| 292              | 14                 | "Канџе Аксоса (4. део)"       | Мајкл Фергусон | Боб Бејкер и Дејв Мартин  | 3. април 1971.    | 7.80                            |
| 293              | 15                 | "Колонија у свемиру (1. део)" | Мајкл Фергусон | Боб Бејкер и Дејв Мартин  | 10. април 1971.   | 7.60                            |
| 294              | 16                 | "Колонија у свемиру (2. део)" | Мајкл Фергусон | Боб Бејкер и Дејв Мартин  | 17. април 1971.   | 8.50                            |
| 295              | 17                 | "Колонија у свемиру (3. део)" | Мајкл Фергусон | Боб Бејкер и Дејв Мартин  | 24. април 1971.   | 9.50                            |
| 296              | 18                 | "Колонија у свемиру (4. део)" | Мајкл Фергусон | Боб Бејкер и Дејв Мартин  | 1. мај 1971.      | 8.10                            |
| 297              | 19                 | "Колонија у свемиру (5. део)" | Мајкл Фергусон | Боб Бејкер и Дејв Мартин  | 8. мај 1971.      | 8.80                            |
| 298              | 20                 | "Колонија у свемиру (6. део)" | Мајкл Фергусон | Боб Бејкер и Дејв Мартин  | 15. мај 1971.     | 8.70                            |
| 299              | 21                 | "Утваре (1. део)"             | Кристофер Бери | Роберт Сломан и Бери Летс | 22. мај 1971.     | 9.20                            |
| 300              | 22                 | "Утваре (2. део)"             | Кристофер Бери | Роберт Сломан и Бери Летс | 29. мај 1971.     | 8.00                            |
| 301              | 23                 | "Утваре (3. део)"             | Кристофер Бери | Роберт Сломан и Бери Летс | 5. јун 1971.      | 8.10                            |
| 302              | 24                 | "Утваре (4. део)"             | Кристофер Бери | Роберт Сломан и Бери Летс | 12. јун 1971.     | 8.10                            |
| 303              | 25                 | "Утваре (5. део)"             | Кристофер Бери | Роберт Сломан и Бери Летс | 19. јун 1971.     | 8.30                            |

### 9. сезона (1972)
| Бр. еп. (укупно) | Бр. еп. (у сезони) | Наслов                          | Редитељ          | Сценариста               | Премијера         | Гледаност у Британији (милиони) |
| ---------------- | ------------------ | ------------------------------- | ---------------- | ------------------------ | ----------------- | ------------------------------- |
| 304              | 1                  | "Дан Далека (1. део)"           | Пол Бернард      | Луис Маркс               | 1. јануар 1972.   | 9.80                            |
| 305              | 2                  | "Дан Далека (2. део)"           | Пол Бернард      | Луис Маркс               | 8. јануар 1972.   | 10.40                           |
| 306              | 3                  | "Дан Далека (3. део)"           | Пол Бернард      | Луис Маркс               | 15. јануар 1972.  | 9.10                            |
| 307              | 4                  | "Дан Далека (4. део)"           | Пол Бернард      | Луис Маркс               | 22. јануар 1972.  | 9.10                            |
| 308              | 5                  | "Проклетство Пеладона (1. део)" | Лени Мејн        | Брајан Хејлс             | 29. јануар 1972.  | 10.30                           |
| 309              | 6                  | "Проклетство Пеладона (2. део)" | Лени Мејн        | Брајан Хејлс             | 5. фебруар 1972.  | 11.00                           |
| 310              | 7                  | "Проклетство Пеладона (3. део)" | Лени Мејн        | Брајан Хејлс             | 12. фебруар 1972. | 7.80                            |
| 311              | 8                  | "Проклетство Пеладона (4. део)" | Лени Мејн        | Брајан Хејлс             | 19. фебруар 1972. | 8.40                            |
| 312              | 9                  | "Морски ђаволи (1. део)"        | Мајкл Е. Брајант | Малколм Хулк             | 26. фебруар 1972. | 6.40                            |
| 313              | 10                 | "Морски ђаволи (2. део)"        | Мајкл Е. Брајант | Малколм Хулк             | 4. март 1972.     | 9.70                            |
| 314              | 11                 | "Морски ђаволи (3. део)"        | Мајкл Е. Брајант | Малколм Хулк             | 11. март 1972.    | 8.30                            |
| 315              | 12                 | "Морски ђаволи (4. део)"        | Мајкл Е. Брајант | Малколм Хулк             | 18. март 1972.    | 7.80                            |
| 316              | 13                 | "Морски ђаволи (5. део)"        | Мајкл Е. Брајант | Малколм Хулк             | 25. март 1972.    | 8.30                            |
| 317              | 14                 | "Морски ђаволи (6. део)"        | Мајкл Е. Брајант | Малколм Хулк             | 1. април 1972.    | 8.50                            |
| 318              | 15                 | "Мутанти (1. део)"              | Кристофер Бери   | Боб Бејкер и Дејв Мартин | 8. април 1972.    | 9.10                            |
| 319              | 16                 | "Мутанти (2. део)"              | Кристофер Бери   | Боб Бејкер и Дејв Мартин | 15. април 1972.   | 7.80                            |
| 320              | 17                 | "Мутанти (3. део)"              | Кристофер Бери   | Боб Бејкер и Дејв Мартин | 22. април 1972.   | 7.90                            |
| 321              | 18                 | "Мутанти (4. део)"              | Кристофер Бери   | Боб Бејкер и Дејв Мартин | 29. април 1972.   | 7.50                            |
| 322              | 19                 | "Мутанти (5. део)"              | Кристофер Бери   | Боб Бејкер и Дејв Мартин | 6. мај 1972.      | 7.90                            |
| 323              | 20                 | "Мутанти (6. део)"              | Кристофер Бери   | Боб Бејкер и Дејв Мартин | 13. мај 1972.     | 6.50                            |
| 324              | 21                 | "Временско чудовиште (1. део)"  | Пол Бернард      | Роберт Сломан            | 20. мај 1972.     | 7.60                            |
| 325              | 22                 | "Временско чудовиште (2. део)"  | Пол Бернард      | Роберт Сломан            | 27. мај 1972.     | 7.40                            |
| 326              | 23                 | "Временско чудовиште (3. део)"  | Пол Бернард      | Роберт Сломан            | 3. јун 1972.      | 8.10                            |
| 327              | 24                 | "Временско чудовиште (4. део)"  | Пол Бернард      | Роберт Сломан            | 10. јун 1972.     | 7.60                            |
| 328              | 25                 | "Временско чудовиште (5. део)"  | Пол Бернард      | Роберт Сломан            | 17. јун 1972.     | 6.00                            |
| 329              | 26                 | "Временско чудовиште (6. део)"  | Пол Бернард      | Роберт Сломан            | 24. јун 1972.     | 7.60                            |

### 10. сезона (1972−73)
Ова сезона је означила коначно појављивање пратитељке Џо Грант и крај Докторовог изгнанства на Земљи.
| Бр. еп. (укупно) | Бр. еп. (у сезони) | Наслов                        | Редитељ       | Сценариста               | Премијера          | Гледаност у Британији (милиони) |
| ---------------- | ------------------ | ----------------------------- | ------------- | ------------------------ | ------------------ | ------------------------------- |
| 330              | 1                  | "Три Доктора (1. део)"        | Лени Мејн     | Боб Бејкер и Дејв Мартин | 30. децембар 1972. | 9.60                            |
| 331              | 2                  | "Три Доктора (2. део)"        | Лени Мејн     | Боб Бејкер и Дејв Мартин | 6. јануар 1973.    | 10.80                           |
| 332              | 3                  | "Три Доктора (3. део)"        | Лени Мејн     | Боб Бејкер и Дејв Мартин | 13. јануар 1973.   | 8.80                            |
| 333              | 4                  | "Три Доктора (4. део)"        | Лени Мејн     | Боб Бејкер и Дејв Мартин | 20. јануар 1973.   | 11.90                           |
| 334              | 5                  | "Карневал чудовишта (1. део)" | Бери Летс     | Роберт Холмс             | 27. јануар 1973.   | 9.50                            |
| 335              | 6                  | "Карневал чудовишта (2. део)" | Бери Летс     | Роберт Холмс             | 3. фебруар 1973.   | 9.00                            |
| 336              | 7                  | "Карневал чудовишта (3. део)" | Бери Летс     | Роберт Холмс             | 10. фебруар 1973.  | 9.00                            |
| 337              | 8                  | "Карневал чудовишта (4. део)" | Бери Летс     | Роберт Холмс             | 17. фебруар 1973.  | 9.20                            |
| 338              | 9                  | "Фронт у свемиру (1. део)"    | Пол Бернард   | Малколм Хулк             | 24. фебруар 1973.  | 9.10                            |
| 339              | 10                 | "Фронт у свемиру (2. део)"    | Пол Бернард   | Малколм Хулк             | 3. март 1973.      | 7.80                            |
| 340              | 11                 | "Фронт у свемиру (3. део)"    | Пол Бернард   | Малколм Хулк             | 10. март 1973.     | 7.50                            |
| 341              | 12                 | "Фронт у свемиру (4. део)"    | Пол Бернард   | Малколм Хулк             | 10. март 1973.     | 7.50                            |
| 342              | 13                 | "Фронт у свемиру (5. део)"    | Пол Бернард   | Малколм Хулк             | 17. март 1973.     | 7.10                            |
| 343              | 14                 | "Фронт у свемиру (6. део)"    | Пол Бернард   | Малколм Хулк             | 24. март 1973.     | 7.70                            |
| 344              | 15                 | "Планета Далека (1. део)"     | Дејвид Малони | Тери Нешјн               | 7. април 1973.     | 11.00                           |
| 345              | 16                 | "Планета Далека (2. део)"     | Дејвид Малони | Тери Нешјн               | 14. април 1973.    | 10.70                           |
| 346              | 17                 | "Планета Далека (3. део)"     | Дејвид Малони | Тери Нешјн               | 21. април 1973.    | 10.10                           |
| 347              | 18                 | "Планета Далека (4. део)"     | Дејвид Малони | Тери Нешјн               | 28. април 1973.    | 8.30                            |
| 348              | 19                 | "Планета Далека (5. део)"     | Дејвид Малони | Тери Нешјн               | 5. мај 1973.       | 9.70                            |
| 349              | 20                 | "Планета Далека (6. део)"     | Дејвид Малони | Тери Нешјн               | 12. мај 1973.      | 9.70                            |
| 350              | 21                 | "Зелена смрт (1. део)"        | Дејвид Малони | Тери Нешјн               | 19. мај 1973.      | 9.20                            |
| 351              | 22                 | "Зелена смрт (2. део)"        | Дејвид Малони | Тери Нешјн               | 26. мај 1973.      | 7.20                            |
| 352              | 23                 | "Зелена смрт (3. део)"        | Дејвид Малони | Тери Нешјн               | 2. јун 1973.       | 7.80                            |
| 353              | 24                 | "Зелена смрт (4. део)"        | Дејвид Малони | Тери Нешјн               | 9. јун 1973.       | 6.80                            |
| 354              | 25                 | "Зелена смрт (5. део)"        | Дејвид Малони | Тери Нешјн               | 16. јун 1973.      | 8.30                            |
| 355              | 26                 | "Зелена смрт (6. део)"        | Дејвид Малони | Тери Нешјн               | 23. јун 1973.      | 7.00                            |

### 11. сезона (1973−74)
У овој сезони је уведена сапутница Сара Џејн Смит коју тумачи Елизабет Слејден.
| Бр. еп. (укупно) | Бр. еп. (у сезони) | Наслов                           | Редитељ          | Сценариста    | Премијера          | Гледаност у Британији (милиони) |
| ---------------- | ------------------ | -------------------------------- | ---------------- | ------------- | ------------------ | ------------------------------- |
| 356              | 1                  | "Временски ратник (1. део)"      | Алан Бромли      | Роберт Холмс  | 15. децембар 1973. | 8.70                            |
| 357              | 2                  | "Временски ратник (2. део)"      | Алан Бромли      | Роберт Холмс  | 22. децембар 1973. | 7.00                            |
| 358              | 3                  | "Временски ратник (3. део)"      | Алан Бромли      | Роберт Холмс  | 29. децембар 1973. | 6.60                            |
| 359              | 4                  | "Временски ратник (4. део)"      | Алан Бромли      | Роберт Холмс  | 5. јануар 1974.    | 10.40                           |
| 360              | 5                  | "Најезда диносауруса (1. део)"   | Педи Расел       | Малколм Хулк  | 12. јануар 1974.   | 11.00                           |
| 361              | 6                  | "Најезда диносауруса (2. део)"   | Педи Расел       | Малколм Хулк  | 19. јануар 1974.   | 10.10                           |
| 362              | 7                  | "Најезда диносауруса (3. део)"   | Педи Расел       | Малколм Хулк  | 26. јануар 1974.   | 11.00                           |
| 363              | 8                  | "Најезда диносауруса (4. део)"   | Педи Расел       | Малколм Хулк  | 2. фебруар 1974.   | 9.00                            |
| 364              | 9                  | "Најезда диносауруса (5. део)"   | Педи Расел       | Малколм Хулк  | 9. фебруар 1974.   | 9.00                            |
| 365              | 10                 | "Најезда диносауруса (6. део)"   | Педи Расел       | Малколм Хулк  | 16. фебруар 1974.  | 7.50                            |
| 366              | 11                 | "Смрт Далецима (1. део)"         | Мајкл Е. Брајант | Тери Нејшн    | 23. фебруар 1974.  | 8.10                            |
| 367              | 12                 | "Смрт Далецима (2. део)"         | Мајкл Е. Брајант | Тери Нејшн    | 2. март 1974.      | 9.50                            |
| 368              | 13                 | "Смрт Далецима (3. део)"         | Мајкл Е. Брајант | Тери Нејшн    | 9. март 1974.      | 10.50                           |
| 369              | 14                 | "Смрт Далецима (4. део)"         | Мајкл Е. Брајант | Тери Нејшн    | 16. март 1974.     | 9.50                            |
| 370              | 15                 | "Чудовиште из Пеладона (1. део)" | Лени Мејн        | Брајан Хејлс  | 23. март 1974.     | 9.20                            |
| 371              | 16                 | "Чудовиште из Пеладона (2. део)" | Лени Мејн        | Брајан Хејлс  | 30. март 1974.     | 6.80                            |
| 372              | 17                 | "Чудовиште из Пеладона (3. део)" | Лени Мејн        | Брајан Хејлс  | 6. април 1974.     | 7.40                            |
| 373              | 18                 | "Чудовиште из Пеладона (4. део)" | Лени Мејн        | Брајан Хејлс  | 13. април 1974.    | 7.20                            |
| 374              | 19                 | "Чудовиште из Пеладона (5. део)" | Лени Мејн        | Брајан Хејлс  | 20. април 1974.    | 7.50                            |
| 375              | 20                 | "Чудовиште из Пеладона (6. део)" | Лени Мејн        | Брајан Хејлс  | 27. април 1974.    | 8.10                            |
| 376              | 21                 | "Планета паука (1. део)"         | Бери Летс        | Роберт Сломан | 4. мај 1974.       | 10.10                           |
| 377              | 22                 | "Планета паука (2. део)"         | Бери Летс        | Роберт Сломан | 11. мај 1974.      | 8.90                            |
| 378              | 23                 | "Планета паука (3. део)"         | Бери Летс        | Роберт Сломан | 18. мај 1974.      | 8.80                            |
| 379              | 24                 | "Планета паука (4. део)"         | Бери Летс        | Роберт Сломан | 25. мај 1974.      | 8.20                            |
| 380              | 25                 | "Планета паука (5. део)"         | Бери Летс        | Роберт Сломан | 1. јун 1974.       | 9.20                            |
| 381              | 26                 | "Планета паука (6. део)"         | Бери Летс        | Роберт Сломан | 8. јун 1974.       | 8.90                            |

### 12. сезона (1974−75)
Четвртог Доктора је тумачио Том Бејкер. Он је, до данас, глумац који је најдуже играо Доктора на телевизији, пошто је ту улогу држао седам сезона.
Сви серијали у овој сезони настављају се непосредтно један на други, пратећи једно једино проблематично путовање посаде ТАРДИС-а. Упркос континуитету, сваки серијал се сматра засебном причом. Ова сезона је такође представила лик Харија Саливена којег је Ијан Мартер тумачио као пратиоца. Овај лик је био намењен за акционе сцене током раздобља пре него што је Том Бејкер добио улогу када је било нејасно колико ће година имати глумац који ће играти новог Доктора.
| Бр. еп. (укупно) | Бр. еп. (у сезони) | Наслов                        | Редитељ          | Сценариста   | Премијера          | Гледаност у Британији (милиони) |
| ---------------- | ------------------ | ----------------------------- | ---------------- | ------------ | ------------------ | ------------------------------- |
| 382              | 1                  | "Робот (1. део)"              | Кристофер Бери   | Теренс Дикс  | 28. децембар 1974. | 10.80                           |
| 383              | 2                  | "Робот (2. део)"              | Кристофер Бери   | Теренс Дикс  | 4. јануар 1975.    | 10.70                           |
| 384              | 3                  | "Робот (3. део)"              | Кристофер Бери   | Теренс Дикс  | 11. јануар 1975.   | 10.10                           |
| 385              | 4                  | "Робот (4. део)"              | Кристофер Бери   | Теренс Дикс  | 18. јануар 1975.   | 9.00                            |
| 386              | 5                  | "Барка у свемиру (1. део)"    | Родни Бенет      | Роберт Холмс | 25. јануар 1975.   | 9.40                            |
| 387              | 6                  | "Барка у свемиру (2. део)"    | Родни Бенет      | Роберт Холмс | 1. фебруар 1975.   | 13.60                           |
| 388              | 7                  | "Барка у свемиру (3. део)"    | Родни Бенет      | Роберт Холмс | 8. фебруар 1975.   | 11.20                           |
| 389              | 8                  | "Барка у свемиру (4. део)"    | Родни Бенет      | Роберт Холмс | 15. фебруар 1975.  | 10.20                           |
| 390              | 9                  | "Сонтараначки оглед (1. део)" | Родни Бенет      | Роберт Холмс | 22. фебруар 1975.  | 11.00                           |
| 391              | 10                 | "Сонтараначки оглед (2. део)" | Родни Бенет      | Роберт Холмс | 1. март 1975.      | 10.50                           |
| 392              | 11                 | "Постање Далека (1. део)"     | Дејвид Малони    | Тери Нејшн   | 8. март 1975.      | 10.70                           |
| 393              | 12                 | "Постање Далека (2. део)"     | Дејвид Малони    | Тери Нејшн   | 15. март 1975.     | 10.50                           |
| 394              | 13                 | "Постање Далека (3. део)"     | Дејвид Малони    | Тери Нејшн   | 22. март 1975.     | 8.50                            |
| 395              | 14                 | "Постање Далека (4. део)"     | Дејвид Малони    | Тери Нејшн   | 29. март 1975.     | 8.80                            |
| 396              | 15                 | "Постање Далека (5. део)"     | Дејвид Малони    | Тери Нејшн   | 5. април 1975.     | 9.80                            |
| 397              | 16                 | "Постање Далека (6. део)"     | Дејвид Малони    | Тери Нејшн   | 12. април 1975.    | 9.10                            |
| 398              | 17                 | "Освета Киберљуди (1. део)"   | Мајкл Е. Брајант | Џери Дејвис  | 19. април 1975.    | 9.50                            |
| 399              | 18                 | "Освета Киберљуди (2. део)"   | Мајкл Е. Брајант | Џери Дејвис  | 26. април 1975.    | 8.30                            |
| 400              | 19                 | "Освета Киберљуди (3. део)"   | Мајкл Е. Брајант | Џери Дејвис  | 3. мај 1975.       | 8.90                            |
| 401              | 20                 | "Освета Киберљуди (4. део)"   | Мајкл Е. Брајант | Џери Дејвис  | 10. мај 1975.      | 9.40                            |

### 13. сезона (1975−76)
Током ове сезоне, Ијан Мартер (Хари Саливен) одлази након серијала Терор Зајгонаца, али се вратио епизодно у серијалу Најезда андроида. Терор Зајгонаца је такође довео до последњег полусталног појављивања Николаса Кортнија (бригадир Летбриџ-Стјуарт) који се вратио тек у 20. сезони у серијалу Модрин бесмртни.
| Бр. еп. (укупно) | Бр. еп. (у сезони) | Наслов                       | Редитељ        | Сценариста                  | Премијера           | Гледаност у Британији (милиони) |
| ---------------- | ------------------ | ---------------------------- | -------------- | --------------------------- | ------------------- | ------------------------------- |
| 402              | 1                  | "Терор Зајгонаца (1. део)"   | Даглас Камфилд | Роберт Бенкс Стјуарт        | 30. август 1975.    | 8.40                            |
| 403              | 2                  | "Терор Зајгонаца (2. део)"   | Даглас Камфилд | Роберт Бенкс Стјуарт        | 6. септембар 1975.  | 6.10                            |
| 404              | 3                  | "Терор Зајгонаца (3. део)"   | Даглас Камфилд | Роберт Бенкс Стјуарт        | 13. септембар 1975. | 8.20                            |
| 405              | 4                  | "Терор Зајгонаца (4. део)"   | Даглас Камфилд | Роберт Бенкс Стјуарт        | 20. септембар 1975. | 7.20                            |
| 406              | 5                  | "Планета зла (1. део)"       | Дејвид Малони  | Луис Маркс                  | 27. септембар 1975. | 10.40                           |
| 407              | 6                  | "Планета зла (2. део)"       | Дејвид Малони  | Луис Маркс                  | 4. октобар 1975.    | 9.90                            |
| 408              | 7                  | "Планета зла (3. део)"       | Дејвид Малони  | Луис Маркс                  | 11. октобар 1975.   | 9.10                            |
| 409              | 8                  | "Планета зла (4. део)"       | Дејвид Малони  | Луис Маркс                  | 18. октобар 1975.   | 10.10                           |
| 410              | 9                  | "Пирамиде са Марса (1. део)" | Педи Расел     | Луис Грајфер и Роберт Холмс | 25. октобар 1975.   | 10.50                           |
| 411              | 10                 | "Пирамиде са Марса (2. део)" | Педи Расел     | Луис Грајфер и Роберт Холмс | 1. новембар 1975.   | 11.30                           |
| 412              | 11                 | "Пирамиде са Марса (3. део)" | Педи Расел     | Луис Грајфер и Роберт Холмс | 8. новембар 1975.   | 9.40                            |
| 413              | 12                 | "Пирамиде са Марса (4. део)" | Педи Расел     | Луис Грајфер и Роберт Холмс | 15. новембар 1975.  | 11.70                           |
| 414              | 13                 | "Најезда андроида (1. део)"  | Бери Летс      | Тери Нејшн                  | 22. новембар 1975.  | 11.90                           |
| 415              | 14                 | "Најезда андроида (2. део)"  | Бери Летс      | Тери Нејшн                  | 29. новембар 1975.  | 11.30                           |
| 416              | 15                 | "Најезда андроида (3. део)"  | Бери Летс      | Тери Нејшн                  | 6. децембар 1975.   | 12.10                           |
| 417              | 16                 | "Најезда андроида (4. део)"  | Бери Летс      | Тери Нејшн                  | 13. децембар 1975.  | 11.40                           |
| 418              | 17                 | "Мозак Морбијуса (1. део)"   | Кристофер Бери | Теренс Дикс и Роберт Холмс  | 3. јануар 1976.     | 9.50                            |
| 419              | 18                 | "Мозак Морбијуса (2. део)"   | Кристофер Бери | Теренс Дикс и Роберт Холмс  | 10. јануар 1976.    | 9.30                            |
| 420              | 19                 | "Мозак Морбијуса (3. део)"   | Кристофер Бери | Теренс Дикс и Роберт Холмс  | 17. јануар 1976.    | 10.10                           |
| 421              | 20                 | "Мозак Морбијуса (4. део)"   | Кристофер Бери | Теренс Дикс и Роберт Холмс  | 24. јануар 1976.    | 10.20                           |
| 422              | 21                 | "Семе пропасти (1. део)"     | Даглас Камфилд | Роберт Стјуарт Бенкс        | 31. јануар 1976.    | 11.40                           |
| 423              | 22                 | "Семе пропасти (2. део)"     | Даглас Камфилд | Роберт Стјуарт Бенкс        | 7. фебруар 1976.    | 11.40                           |
| 424              | 23                 | "Семе пропасти (3. део)"     | Даглас Камфилд | Роберт Стјуарт Бенкс        | 14. фебруар 1976.   | 10.30                           |
| 425              | 24                 | "Семе пропасти (4. део)"     | Даглас Камфилд | Роберт Стјуарт Бенкс        | 21. фебруар 1976.   | 11.10                           |
| 426              | 25                 | "Семе пропасти (5. део)"     | Даглас Камфилд | Роберт Стјуарт Бенкс        | 28. фебруар 1976.   | 9.90                            |
| 427              | 26                 | "Семе пропасти (6. део)"     | Даглас Камфилд | Роберт Стјуарт Бенкс        | 6. март 1976.       | 11.50                           |

### 14. сезона (1976−77)
Елизабет Слејден (Сара Џејн Смит) напустила је серију ове сезоне након епизоде Рука страха (4. део), а заменила jy је Луиз Џејмсон (Лила) у епизоди Лице зла (1. део). У сезони се појавила и прва прича у којој Доктор није имао пратиоца, а то је Смртоносни убица.
| Бр. еп. (укупно) | Бр. еп. (у сезони) | Наслов                          | Редитељ          | Сценариста               | Премијера           | Гледаност у Британији (милиони) |
| ---------------- | ------------------ | ------------------------------- | ---------------- | ------------------------ | ------------------- | ------------------------------- |
| 428              | 1                  | "Маскембал Мандрагоре (1. део)" | Родни Бенет      | Луис Маркс               | 4. септембар 1976.  | 8.30                            |
| 429              | 2                  | "Маскембал Мандрагоре (2. део)" | Родни Бенет      | Луис Маркс               | 11. септембар 1976. | 9.80                            |
| 430              | 3                  | "Маскембал Мандрагоре (3. део)" | Родни Бенет      | Луис Маркс               | 18. септембар 1976. | 9.20                            |
| 431              | 4                  | "Маскембал Мандрагоре (4. део)" | Родни Бенет      | Луис Маркс               | 25. септембар 1976. | 10.60                           |
| 432              | 5                  | "Рука страха (1. део)"          | Лени Мејн        | Боб Бејкер и Дејв Мартин | 2. октобар 1976.    | 10.50                           |
| 433              | 6                  | "Рука страха (2. део)"          | Лени Мејн        | Боб Бејкер и Дејв Мартин | 9. октобар 1976.    | 10.20                           |
| 434              | 7                  | "Рука страха (3. део)"          | Лени Мејн        | Боб Бејкер и Дејв Мартин | 16. октобар 1976.   | 11.10                           |
| 435              | 8                  | "Рука страха (4. део)"          | Лени Мејн        | Боб Бејкер и Дејв Мартин | 23. октобар 1976.   | 12.00                           |
| 436              | 9                  | "Смртоносни убица (1. део)"     | Дејвид Малони    | Роберт Холмс             | 30. октобар 1976.   | 11.80                           |
| 437              | 10                 | "Смртоносни убица (2. део)"     | Дејвид Малони    | Роберт Холмс             | 6. новембар 1976.   | 12.10                           |
| 438              | 11                 | "Смртоносни убица (3. део)"     | Дејвид Малони    | Роберт Холмс             | 13. новембар 1976.  | 13.00                           |
| 439              | 12                 | "Смртоносни убица (4. део)"     | Дејвид Малони    | Роберт Холмс             | 20. новембар 1976.  | 11.80                           |
| 440              | 13                 | "Лице зла (1. део)"             | Пенант Брукс     | Крис Бохер               | 1. јануар 1977.     | 10.70                           |
| 441              | 14                 | "Лице зла (2. део)"             | Пенант Брукс     | Крис Бохер               | 8. јануар 1977.     | 11.10                           |
| 442              | 15                 | "Лице зла (3. део)"             | Пенант Брукс     | Крис Бохер               | 15. јануар 1977.    | 11.30                           |
| 443              | 16                 | "Лице зла (4. део)"             | Пенант Брукс     | Крис Бохер               | 22. јануар 1977.    | 11.70                           |
| 444              | 17                 | "Роботи смрти (1. део)"         | Мајкл Е. Брајант | Крис Бохер               | 29. јануар 1977.    | 12.80                           |
| 445              | 18                 | "Роботи смрти (2. део)"         | Мајкл Е. Брајант | Крис Бохер               | 5. фебруар 1977.    | 12.40                           |
| 446              | 19                 | "Роботи смрти (3. део)"         | Мајкл Е. Брајант | Крис Бохер               | 12. фебруар 1977.   | 13.10                           |
| 447              | 20                 | "Роботи смрти (4. део)"         | Мајкл Е. Брајант | Крис Бохер               | 19. фебруар 1977.   | 12.60                           |
| 448              | 21                 | "Талони Венг-Ћанга (1. део)"    | Дејвид Малони    | Роберт Холмс             | 26. фебруар 1977.   | 11.30                           |
| 449              | 22                 | "Талони Венг-Ћанга (2. део)"    | Дејвид Малони    | Роберт Холмс             | 5. март 1977.       | 9.80                            |
| 450              | 23                 | "Талони Венг-Ћанга (3. део)"    | Дејвид Малони    | Роберт Холмс             | 12. март 1977.      | 10.20                           |
| 451              | 24                 | "Талони Венг-Ћанга (4. део)"    | Дејвид Малони    | Роберт Холмс             | 19. март 1977.      | 11.40                           |
| 452              | 25                 | "Талони Венг-Ћанга (5. део)"    | Дејвид Малони    | Роберт Холмс             | 26. март 1977.      | 10.10                           |
| 453              | 26                 | "Талони Венг-Ћанга (6. део)"    | Дејвид Малони    | Роберт Холмс             | 2. април 1977.      | 9.30                            |

### 15. сезона (1977−78)
| Бр. еп. (укупно) | Бр. еп. (у сезони) | Наслов                          | Редитељ            | Сценариста                   | Премијера           | Гледаност у Британији (милиони) |
| ---------------- | ------------------ | ------------------------------- | ------------------ | ---------------------------- | ------------------- | ------------------------------- |
| 454              | 1                  | "Ужас Фенг Рока (1. део)"       | Педи Расел         | Теренс Дикс                  | 3. септембар 1977.  | 6.80                            |
| 455              | 2                  | "Ужас Фенг Рока (2. део)"       | Педи Расел         | Теренс Дикс                  | 10. септембар 1977. | 7.10                            |
| 456              | 3                  | "Ужас Фенг Рока (3. део)"       | Педи Расел         | Теренс Дикс                  | 17. септембар 1977. | 9.80                            |
| 457              | 4                  | "Ужас Фенг Рока (4. део)"       | Педи Расел         | Теренс Дикс                  | 24. септембар 1977. | 9.90                            |
| 458              | 5                  | "Невидљиви непријатељ (1. део)" | Дерик Гудвин       | Боб Бејкер и Дејв Мартин     | 1. октобар 1977.    | 8.60                            |
| 459              | 6                  | "Невидљиви непријатељ (2. део)" | Дерик Гудвин       | Боб Бејкер и Дејв Мартин     | 8. октобар 1977.    | 7.30                            |
| 460              | 7                  | "Невидљиви непријатељ (3. део)" | Дерик Гудвин       | Боб Бејкер и Дејв Мартин     | 15. октобар 1977.   | 7.50                            |
| 461              | 8                  | "Невидљиви непријатељ (4. део)" | Дерик Гудвин       | Боб Бејкер и Дејв Мартин     | 22. октобар 1977.   | 8.30                            |
| 462              | 9                  | "Слика Фендала (1. део)"        | Џорџ Септон-Фостер | Крис Бохер                   | 29. октобар 1977.   | 6.70                            |
| 463              | 10                 | "Слика Фендала (2. део)"        | Џорџ Септон-Фостер | Крис Бохер                   | 5. новембар 1977.   | 7.50                            |
| 464              | 11                 | "Слика Фендала (3. део)"        | Џорџ Септон-Фостер | Крис Бохер                   | 12. новембар 1977.  | 7.90                            |
| 465              | 12                 | "Слика Фендала (4. део)"        | Џорџ Септон-Фостер | Крис Бохер                   | 19. новембар 1977.  | 9.10                            |
| 466              | 13                 | "Творци Сунца (1. део)"         | Пенант Робертс     | Роберт Холмс                 | 26. новембар 1977.  | 8.50                            |
| 467              | 14                 | "Творци Сунца (2. део)"         | Пенант Робертс     | Роберт Холмс                 | 3. децембар 1977.   | 9.50                            |
| 468              | 15                 | "Творци Сунца (3. део)"         | Пенант Робертс     | Роберт Холмс                 | 10. децембар 1977.  | 8.90                            |
| 469              | 16                 | "Творци Сунца (4. део)"         | Пенант Робертс     | Роберт Холмс                 | 17. децембар 1977.  | 8.40                            |
| 470              | 17                 | "Подземље (1. део)"             | Норман Стјуарт     | Боб Бејкер и Дејв Мартин     | 7. јануар 1978.     | 8.90                            |
| 471              | 18                 | "Подземље (2. део)"             | Норман Стјуарт     | Боб Бејкер и Дејв Мартин     | 14. јануар 1978.    | 9.10                            |
| 472              | 19                 | "Подземље (3. део)"             | Норман Стјуарт     | Боб Бејкер и Дејв Мартин     | 21. јануар 1978.    | 8.90                            |
| 473              | 20                 | "Подземље (4. део)"             | Норман Стјуарт     | Боб Бејкер и Дејв Мартин     | 28. јануар 1978.    | 11.70                           |
| 474              | 21                 | "Најезда времена (1. део)"      | Џералд Блејк       | Грејем Вилијамс и Ентони Рид | 4. фебруар 1978.    | 11.20                           |
| 475              | 22                 | "Најезда времена (2. део)"      | Џералд Блејк       | Грејем Вилијамс и Ентони Рид | 11. фебруар 1978.   | 11.40                           |
| 476              | 23                 | "Најезда времена (3. део)"      | Џералд Блејк       | Грејем Вилијамс и Ентони Рид | 18. фебруар 1978.   | 9.50                            |
| 477              | 24                 | "Најезда времена (4. део)"      | Џералд Блејк       | Грејем Вилијамс и Ентони Рид | 25. фебруар 1978.   | 10.90                           |
| 478              | 25                 | "Најезда времена (5. део)"      | Џералд Блејк       | Грејем Вилијамс и Ентони Рид | 4. март 1978.       | 10.30                           |
| 479              | 26                 | "Најезда времена (6. део)"      | Џералд Блејк       | Грејем Вилијамс и Ентони Рид | 11. март 1978.      | 9.80                            |

### 16. сезона (1978−79)
Сезона 16 се састоји од једног низа прича који обухвата шест одвојених, али повезаних прича. Ова сезона се назива и кровним насловом Кључ времена и објављена је на ДВД-у под овим насловом. Ова сезона представила је Мери Там као Роману.
| Бр. еп. (укупно) | Бр. еп. (у сезони) | Наслов                        | Редитељ             | Сценариста                | Премијера           | Гледаност у Британији (милиони) |
| ---------------- | ------------------ | ----------------------------- | ------------------- | ------------------------- | ------------------- | ------------------------------- |
| 480              | 1                  | "Операција Рибос (1. део)"    | Џорџ Спентон-Фостер | Роберт Холмс              | 2. септембар 1978.  | 8.30                            |
| 481              | 2                  | "Операција Рибос (2. део)"    | Џорџ Спентон-Фостер | Роберт Холмс              | 9. септембар 1978.  | 8.10                            |
| 482              | 3                  | "Операција Рибос (3. део)"    | Џорџ Спентон-Фостер | Роберт Холмс              | 16. септембар 1978. | 7.90                            |
| 483              | 4                  | "Операција Рибос (4. део)"    | Џорџ Спентон-Фостер | Роберт Холмс              | 23. септембар 1978. | 8.20                            |
| 484              | 5                  | "Гусарска планета (1. део)"   | Пенант Робертс      | Даглас Адамс              | 30. септембар 1978. | 9.10                            |
| 485              | 6                  | "Гусарска планета (2. део)"   | Пенант Робертс      | Даглас Адамс              | 7. октобар 1978.    | 7.40                            |
| 486              | 7                  | "Гусарска планета (3. део)"   | Пенант Робертс      | Даглас Адамс              | 14. октобар 1978.   | 8.20                            |
| 487              | 8                  | "Гусарска планета (4. део)"   | Пенант Робертс      | Даглас Адамс              | 21. октобар 1978.   | 8.40                            |
| 488              | 9                  | "Камење крви (1. део)"        | Дарол Блејк         | Дејвид Фишер              | 28. октобар 1978.   | 8.60                            |
| 489              | 10                 | "Камење крви (2. део)"        | Дарол Блејк         | Дејвид Фишер              | 4. новембар 1978.   | 6.60                            |
| 490              | 11                 | "Камење крви (3. део)"        | Дарол Блејк         | Дејвид Фишер              | 11. новембар 1978.  | 9.30                            |
| 491              | 12                 | "Камење крви (4. део)"        | Дарол Блејк         | Дејвид Фишер              | 18. новембар 1978.  | 7.60                            |
| 492              | 13                 | "Андроиди са Таре (1. део)"   | Мајкл Хејс          | Дејвид Фишер              | 25. новембар 1978.  | 9.50                            |
| 493              | 14                 | "Андроиди са Таре (2. део)"   | Мајкл Хејс          | Дејвид Фишер              | 2. децембар 1978.   | 10.20                           |
| 494              | 15                 | "Андроиди са Таре (3. део)"   | Мајкл Хејс          | Дејвид Фишер              | 9. децембар 1978.   | 8.90                            |
| 495              | 16                 | "Андроиди са Таре (4. део)"   | Мајкл Хејс          | Дејвид Фишер              | 16. децембар 1978.  | 9.00                            |
| 496              | 17                 | "Моћ Крола (1. део)"          | Норман Стјуарт      | Роберт Холмс              | 23. децембар 1978.  | 6.50                            |
| 497              | 18                 | "Моћ Крола (2. део)"          | Норман Стјуарт      | Роберт Холмс              | 30. децембар 1978.  | 12.40                           |
| 498              | 19                 | "Моћ Крола (3. део)"          | Норман Стјуарт      | Роберт Холмс              | 6. јануар 1979.     | 8.90                            |
| 499              | 20                 | "Моћ Крола (4. део)"          | Норман Стјуарт      | Роберт Холмс              | 13. јануар 1979.    | 9.90                            |
| 500              | 21                 | "Чинилац Армагедона (1. део)" | Мајкл Хејлс         | Боб Бејкер и Дејвд Мартин | 20. јануар 1979.    | 7.50                            |
| 501              | 22                 | "Чинилац Армагедона (2. део)" | Мајкл Хејлс         | Боб Бејкер и Дејвд Мартин | 27. јануар 1979.    | 8.80                            |
| 502              | 23                 | "Чинилац Армагедона (3. део)" | Мајкл Хејлс         | Боб Бејкер и Дејвд Мартин | 3. фебруар 1979.    | 7.80                            |
| 503              | 24                 | "Чинилац Армагедона (4. део)" | Мајкл Хејлс         | Боб Бејкер и Дејвд Мартин | 10. фебруар 1979.   | 8.60                            |
| 504              | 25                 | "Чинилац Армагедона (5. део)" | Мајкл Хејлс         | Боб Бејкер и Дејвд Мартин | 17. фебруар 1979.   | 8.60                            |
| 505              | 26                 | "Чинилац Армагедона (6. део)" | Мајкл Хејлс         | Боб Бејкер и Дејвд Мартин | 24. фебруар 1979.   | 9.60                            |

### 17. сезона (1979−80)
У овој сезони, улогу Романе је преузела Лала Вард.
| Бр. еп. (укупно) | Бр. еп. (у сезони) | Наслов                      | Редитељ        | Сценариста                                   | Премијера           | Гледаност у Британији (милиони) |
| ---------------- | ------------------ | --------------------------- | -------------- | -------------------------------------------- | ------------------- | ------------------------------- |
| 506              | 1                  | "Судбина далека (1. део)"   | Кен Грив       | Тери Нејшн                                   | 1. септембар 1979.  | 13.00                           |
| 507              | 2                  | "Судбина далека (2. део)"   | Кен Грив       | Тери Нејшн                                   | 8. септембар 1979.  | 12.70                           |
| 508              | 3                  | "Судбина далека (3. део)"   | Кен Грив       | Тери Нејшн                                   | 15. септембар 1979. | 13.80                           |
| 509              | 4                  | "Судбина далека (4. део)"   | Кен Грив       | Тери Нејшн                                   | 22. септембар 1979. | 14.40                           |
| 510              | 5                  | "Град смрти (1. део)"       | Мајкл Хејлс    | Даглас Адамс, Грејем Вилијамс и Дејвид Фишер | 29. септембар 1979. | 12.40                           |
| 511              | 6                  | "Град смрти (2. део)"       | Мајкл Хејлс    | Даглас Адамс, Грејем Вилијамс и Дејвид Фишер | 6. октобар 1979.    | 14.10                           |
| 512              | 7                  | "Град смрти (3. део)"       | Мајкл Хејлс    | Даглас Адамс, Грејем Вилијамс и Дејвид Фишер | 13. октобар 1979.   | 15.40                           |
| 513              | 8                  | "Град смрти (4. део)"       | Мајкл Хејлс    | Даглас Адамс, Грејем Вилијамс и Дејвид Фишер | 20. октобар 1979.   | 16.10                           |
| 514              | 9                  | "Створење из јаме (1. део)" | Кристофер Бери | Дејвид Фишер                                 | 27. октобар 1979.   | 9.30                            |
| 515              | 10                 | "Створење из јаме (2. део)" | Кристофер Бери | Дејвид Фишер                                 | 3. новембар 1979.   | 10.80                           |
| 516              | 11                 | "Створење из јаме (3. део)" | Кристофер Бери | Дејвид Фишер                                 | 10. новембар 1979.  | 10.20                           |
| 517              | 12                 | "Створење из јаме (4. део)" | Кристофер Бери | Дејвид Фишер                                 | 17. новембар 1979.  | 9.60                            |
| 518              | 13                 | "Рајски кошмар (1. део)"    | Алан Бромли    | Боб Бејкер                                   | 24. новембар 1979.  | 8.70                            |
| 519              | 14                 | "Рајски кошмар (2. део)"    | Алан Бромли    | Боб Бејкер                                   | 1. децембар 1979.   | 9.60                            |
| 520              | 15                 | "Рајски кошмар (3. део)"    | Алан Бромли    | Боб Бејкер                                   | 8. децембар 1979.   | 9.60                            |
| 521              | 16                 | "Рајски кошмар (4. део)"    | Алан Бромли    | Боб Бејкер                                   | 15. децембар 1979.  | 9.40                            |
| 522              | 17                 | "Нимонови рогови (1. део)"  | Кени Мекбејн   | Ентони Рид                                   | 22. децембар 1979.  | 6.00                            |
| 523              | 18                 | "Нимонови рогови (2. део)"  | Кени Мекбејн   | Ентони Рид                                   | 29. децембар 1979.  | 8.80                            |
| 524              | 19                 | "Нимонови рогови (3. део)"  | Кени Мекбејн   | Ентони Рид                                   | 5. јануар 1980.     | 9.80                            |
| 525              | 20                 | "Нимонови рогови (4. део)"  | Кени Мекбејн   | Ентони Рид                                   | 12. јануар 1980.    | 10.40                           |
| −                | −                  | "Шада"                      | Пенант Робертс | Даглас Адамс                                 | 19. јул 2018.       | −                               |

### 18. сезона (1980−81)
У повратку на формат ранјиих сезона, практично све сезоне од 18. до 20. сезоне су повезане заједно, често се непосредно надовезујући једна на другу. 18. сезона формира лабав лук приче који се бави темом ентропије. Серијали Пун круг, Стање распада и Ратникова капија прате Докторове пустоловине у Е-простору. Објављени су на касети и ДВД-јевима са кровним насловом Трилогија Е-простор. Ове сезоне је отишла Романа, а уведени су пратиоци Адрик и Ниса и будућа сапутница Теган Јованка.
| Бр. еп. (укупно) | Бр. еп. (у сезони) | Наслов                        | Редитељ        | Сценариста                   | Премијера           | Гледаност у Британији (милиони) |
| ---------------- | ------------------ | ----------------------------- | -------------- | ---------------------------- | ------------------- | ------------------------------- |
| 526              | 1                  | "Кошница за слободу (1. део)" | Лавет Бикфорд  | Дејвид Фишер                 | 30. август 1980.    | 5.90                            |
| 527              | 2                  | "Кошница за слободу (2. део)" | Лавет Бикфорд  | Дејвид Фишер                 | 6. септембар 1980.  | 5.00                            |
| 528              | 3                  | "Кошница за слободу (3. део)" | Лавет Бикфорд  | Дејвид Фишер                 | 13. септембар 1980. | 5.00                            |
| 529              | 4                  | "Кошница за слободу (4. део)" | Лавет Бикфорд  | Дејвид Фишер                 | 20. септембар 1980. | 4.50                            |
| 530              | 5                  | "Меглос (1. део)"             | Теренс Дадли   | Џон Фленаган и Ендру Мекулох | 27. септембар 1980. | 5.00                            |
| 531              | 6                  | "Меглос (2. део)"             | Теренс Дадли   | Џон Фленаган и Ендру Мекулох | 4. октобар 1980.    | 4.20                            |
| 532              | 7                  | "Меглос (3. део)"             | Теренс Дадли   | Џон Фленаган и Ендру Мекулох | 11. октобар 1980.   | 4.70                            |
| 533              | 8                  | "Меглос (4. део)"             | Теренс Дадли   | Џон Фленаган и Ендру Мекулох | 18. октобар 1980.   | 4.70                            |
| 534              | 9                  | "Пун круг (1. део)"           | Питер Гримвејд | Ендру Смит                   | 25. октобар 1980.   | 5.90                            |
| 535              | 10                 | "Пун круг (2. део)"           | Питер Гримвејд | Ендру Смит                   | 1. новембар 1980.   | 3.70                            |
| 536              | 11                 | "Пун круг (3. део)"           | Питер Гримвејд | Ендру Смит                   | 8. новембар 1980.   | 5.90                            |
| 537              | 12                 | "Пун круг (4. део)"           | Питер Гримвејд | Ендру Смит                   | 15. новембар 1980.  | 5.40                            |
| 538              | 13                 | "Стање распада (1. део)"      | Питер Мофат    | Теренс Дикс                  | 22. новембар 1980.  | 5.80                            |
| 539              | 14                 | "Стање распада (2. део)"      | Питер Мофат    | Теренс Дикс                  | 29. новембар 1980.  | 5.30                            |
| 540              | 15                 | "Стање распада (3. део)"      | Питер Мофат    | Теренс Дикс                  | 6. децембар 1980.   | 4.40                            |
| 541              | 16                 | "Стање распада (4. део)"      | Питер Мофат    | Теренс Дикс                  | 13. децембар 1980.  | 5.40                            |
| 542              | 17                 | "Ратникова капија (1. део)"   | Питер Мофат    | Теренс Дикс                  | 3. јануар 1981.     | 7.10                            |
| 543              | 18                 | "Ратникова капија (2. део)"   | Питер Мофат    | Теренс Дикс                  | 10. јануар 1981.    | 6.70                            |
| 544              | 19                 | "Ратникова капија (3. део)"   | Питер Мофат    | Теренс Дикс                  | 17. јануар 1981.    | 8.30                            |
| 545              | 20                 | "Ратникова капија (4. део)"   | Питер Мофат    | Теренс Дикс                  | 24. јануар 1981.    | 7.80                            |
| 546              | 21                 | "Чувар Тракена (1. део)"      | Џон Блек       | Џони Бајерн                  | 31. јануар 1981.    | 7.60                            |
| 547              | 22                 | "Чувар Тракена (2. део)"      | Џон Блек       | Џони Бајерн                  | 7. фебруар 1981.    | 6.10                            |
| 548              | 23                 | "Чувар Тракена (3. део)"      | Џон Блек       | Џони Бајерн                  | 14. фебруар 1981.   | 5.20                            |
| 549              | 24                 | "Чувар Тракена (4. део)"      | Џон Блек       | Џони Бајерн                  | 21. фебруар 1981.   | 6.10                            |
| 550              | 25                 | "Логополис (1. део)"          | Питер Гримвејд | Кристофер Х. Бидмид          | 28. фебруар 1981.   | 7.70                            |
| 551              | 26                 | "Логополис (2. део)"          | Питер Гримвејд | Кристофер Х. Бидмид          | 7. март 1981.       | 7.70                            |
| 552              | 27                 | "Логополис (3. део)"          | Питер Гримвејд | Кристофер Х. Бидмид          | 14. март 1981.      | 5.80                            |
| 553              | 28                 | "Логополис (4. део)"          | Питер Гримвејд | Кристофер Х. Бидмид          | 21. март 1981.      | 6.10                            |

### 19. сезона (1982)
Петог Доктора је тумачио Питер Дејвисон.
Серија је прешла са уобичајеног емитовања једном недељно суботом на емитовање два пута недељно првенствено понедељком и уторком иако је било окружних варијација у распореду. Кастровалва заједно са претходна два серијала Чувар Тракена и Логополис чини трилогију која укључује повратак Господара. Објављени су на ДВД-у под називом Нови почеци. Сезона је обиљежила завршни наступ Адрика.
| Бр. еп. (укупно) | Бр. еп. (у сезони) | Наслов                           | Редитељ        | Сценариста          | Премијера         | Гледаност у Британији (милиони) |
| ---------------- | ------------------ | -------------------------------- | -------------- | ------------------- | ----------------- | ------------------------------- |
| 554              | 1                  | "Кастровалва (1. део)"           | Фиона Каминг   | Кристофер Х. Бидмид | 4. јануар 1982.   | 9.10                            |
| 555              | 2                  | "Кастровалва (2. део)"           | Фиона Каминг   | Кристофер Х. Бидмид | 5. јануар 1982.   | 8.60                            |
| 556              | 3                  | "Кастровалва (3. део)"           | Фиона Каминг   | Кристофер Х. Бидмид | 11. јануар 1982.  | 10.20                           |
| 557              | 4                  | "Кастровалва (4. део)"           | Фиона Каминг   | Кристофер Х. Бидмид | 12. јануар 1982.  | 10.40                           |
| 558              | 5                  | "Четворка за судњи дан (1. део)" | Џон Блек       | Теренс Дадли        | 18. јануар 1982.  | 8.40                            |
| 559              | 6                  | "Четворка за судњи дан (2. део)" | Џон Блек       | Теренс Дадли        | 19. јануар 1982.  | 8.80                            |
| 560              | 7                  | "Четворка за судњи дан (3. део)" | Џон Блек       | Теренс Дадли        | 25. јануар 1982.  | 8.90                            |
| 561              | 8                  | "Четворка за судњи дан (4. део)" | Џон Блек       | Теренс Дадли        | 26. јануар 1982.  | 9.40                            |
| 562              | 9                  | "Кинда (1. део)"                 | Питер Гримвејд | Кристофер Бејли     | 1. фебруар 1982.  | 8.40                            |
| 563              | 10                 | "Кинда (2. део)"                 | Питер Гримвејд | Кристофер Бејли     | 2. фебруар 1982.  | 8.50                            |
| 564              | 11                 | "Кинда (3. део)"                 | Питер Гримвејд | Кристофер Бејли     | 8. фебруар 1982.  | 8.50                            |
| 565              | 12                 | "Кинда (4. део)"                 | Питер Гримвејд | Кристофер Бејли     | 9. фебруар 1982.  | 8.90                            |
| 566              | 13                 | "Посета (1. део)"                | Питер Мофат    | Ерик Соард          | 15. фебруар 1982. | 9.10                            |
| 567              | 14                 | "Посета (2. део)"                | Питер Мофат    | Ерик Соард          | 16. фебруар 1982. | 9.30                            |
| 568              | 15                 | "Посета (3. део)"                | Питер Мофат    | Ерик Соард          | 22. фебруар 1982. | 9.90                            |
| 569              | 16                 | "Посета (4. део)"                | Питер Мофат    | Ерик Соард          | 23. фебруар 1982. | 10.30                           |
| 570              | 17                 | "Црна орхидеја (1. део)"         | Рон Џоунс      | Теренс Дадли        | 1. март 1982.     | 9.90                            |
| 571              | 18                 | "Црна орхидеја (2. део)"         | Рон Џоунс      | Теренс Дадли        | 2. март 1982.     | 10.10                           |
| 572              | 19                 | "Потрес (1. део)"                | Питер Гримвејд | Ерик Соард          | 8. март 1982.     | 9.10                            |
| 573              | 20                 | "Потрес (2. део)"                | Питер Гримвејд | Ерик Соард          | 9. март 1982.     | 8.80                            |
| 574              | 21                 | "Потрес (3. део)"                | Питер Гримвејд | Ерик Соард          | 15. март 1982.    | 9.80                            |
| 575              | 22                 | "Потрес (4. део)"                | Питер Гримвејд | Ерик Соард          | 16. март 1982.    | 9.60                            |
| 576              | 23                 | "Временски лет (1. део)"         | Рон Џоунс      | Питер Гримвејд      | 22. март 1982.    | 10.00                           |
| 577              | 24                 | "Временски лет (2. део)"         | Рон Џоунс      | Питер Гримвејд      | 23. март 1982.    | 8.50                            |
| 578              | 25                 | "Временски лет (3. део)"         | Рон Џоунс      | Питер Гримвејд      | 29. март 1982.    | 8.90                            |
| 579              | 26                 | "Временски лет (4. део)"         | Рон Џоунс      | Питер Гримвејд      | 30. март 1982.    | 8.10                            |

### 20. сезона (1983)
У знак сећања на двадесету сезону, приче у овој сезони укључују повратак претходних зликоваца: Омеге, Маре, Црног чувара и Господара. Серијали Модрин бесмртни, Терминус и Просветљење укључују заверу Црног Чувара да примора Докторовог новог сапутника Вислора Турла да убије Доктора. Објављени су појединачно на ВХС-у и као комплет на ДВД-у као делови трилогије Црни чувар. Ова сезона се емитовала два пута недељно уторком и средом увече на ББЦ1. Ово је била последња сезона у којој је била Ниса као пратитељка.
| Бр. еп. (укупно) | Бр. еп. (у сезони) | Наслов                       | Редитељ      | Сценариста      | Премијера         | Гледаност у Британији (милиони) |
| ---------------- | ------------------ | ---------------------------- | ------------ | --------------- | ----------------- | ------------------------------- |
| 580              | 1                  | "Лук бесконачности (1. део)" | Рон Џоунс    | Џони Бајерн     | 3. јануар 1983.   | 7.20                            |
| 581              | 2                  | "Лук бесконачности (2. део)" | Рон Џоунс    | Џони Бајерн     | 5. јануар 1983.   | 7.30                            |
| 582              | 3                  | "Лук бесконачности (3. део)" | Рон Џоунс    | Џони Бајерн     | 11. јануар 1983.  | 6.90                            |
| 583              | 4                  | "Лук бесконачности (4. део)" | Рон Џоунс    | Џони Бајерн     | 12. јануар 1983.  | 7.20                            |
| 584              | 5                  | "Змијски плес (1. део)"      | Фиона Каминг | Кристофер Бејли | 18. јануар 1983.  | 6.70                            |
| 585              | 6                  | "Змијски плес (2. део)"      | Фиона Каминг | Кристофер Бејли | 19. јануар 1983.  | 7.70                            |
| 586              | 7                  | "Змијски плес (3. део)"      | Фиона Каминг | Кристофер Бејли | 25. јануар 1983.  | 6.60                            |
| 587              | 8                  | "Змијски плес (4. део)"      | Фиона Каминг | Кристофер Бејли | 26. јануар 1983.  | 7.40                            |
| 588              | 9                  | "Модрин бесмртни (1. део)"   | Питер Мофат  | Питер Гримвејд  | 1. фебруар 1983.  | 6.50                            |
| 589              | 10                 | "Модрин бесмртни (2. део)"   | Питер Мофат  | Питер Гримвејд  | 2. фебруар 1983.  | 7.50                            |
| 590              | 11                 | "Модрин бесмртни (3. део)"   | Питер Мофат  | Питер Гримвејд  | 8. фебруар 1983.  | 7.40                            |
| 591              | 12                 | "Модрин бесмртни (4. део)"   | Питер Мофат  | Питер Гримвејд  | 9. фебруар 1983.  | 7.70                            |
| 592              | 13                 | "Терминус (1. део)"          | Мери Риџ     | Стивен Галагер  | 15. фебруар 1983. | 6.80                            |
| 593              | 14                 | "Терминус (2. део)"          | Мери Риџ     | Стивен Галагер  | 16. фебруар 1983. | 7.50                            |
| 594              | 15                 | "Терминус (3. део)"          | Мери Риџ     | Стивен Галагер  | 22. фебруар 1983. | 6.50                            |
| 595              | 16                 | "Терминус (4. део)"          | Мери Риџ     | Стивен Галагер  | 23. фебруар 1983. | 7.40                            |
| 596              | 17                 | "Просветљење (1. део)"       | Фиона Каминг | Барбара Клег    | 1. март 1983.     | 6.60                            |
| 597              | 18                 | "Просветљење (2. део)"       | Фиона Каминг | Барбара Клег    | 2. март 1983.     | 7.20                            |
| 598              | 19                 | "Просветљење (3. део)"       | Фиона Каминг | Барбара Клег    | 8. март 1983.     | 6.20                            |
| 599              | 20                 | "Просветљење (4. део)"       | Фиона Каминг | Барбара Клег    | 9. март 1983.     | 7.30                            |
| 600              | 21                 | "Краљеве утваре (1. део)"    | Тони Вирго   | Теренс Дадли    | 15. март 1983.    | 5.80                            |
| 601              | 22                 | "Краљеве утваре (2. део)"    | Тони Вирго   | Теренс Дадли    | 16. март 1983.    | 7.20                            |

### 21. сезона (1983−84)
Епизоде су се емитовале два пута недељно четвртком и петком увече, а епизоде Васкрсење Далека (1. део) и Васкрсење Далекa (2. део) су емитоване у две среде увече узастопно у деловима од 45, а не 25 минута. У епизоди Пећине Андрозанија (4. део) виђена је регенерација Петог Доктора, а епизода Недоумица близанаца (1. део) била је прва прича са Шестим Доктором. Сезона је обележила одлазак Теган Јованке и Вислора Турла као и увођење Пери Браун у тумачењу Николе Брајант.
Шестог Доктора је тумачио Колин Бејкер.
| Бр. еп. (укупно) | Бр. еп. (у сезони) | Наслов                         | Редитељ          | Сценариста          | Премијера          | Гледаност у Британији (милиони) |
| ---------------- | ------------------ | ------------------------------ | ---------------- | ------------------- | ------------------ | ------------------------------- |
| 602              | 1                  | "Пет Доктора"                  | Питер Мофат      | Теренс Дикс         | 25. новембар 1983. | 7.70                            |
| 603              | 2                  | "Ратници из дубине (1. део)"   | Пенан Робертс    | Џони Бајерн         | 5. јануар 1984.    | 7.60                            |
| 604              | 3                  | "Ратници из дубине (2. део)"   | Пенан Робертс    | Џони Бајерн         | 6. јануар 1984.    | 7.50                            |
| 605              | 4                  | "Ратници из дубине (3. део)"   | Пенан Робертс    | Џони Бајерн         | 12. јануар 1984.   | 7.30                            |
| 606              | 5                  | "Ратници из дубине (4. део)"   | Пенан Робертс    | Џони Бајерн         | 13. јануар 1984.   | 6.60                            |
| 607              | 6                  | "Буђење (1. део)"              | Мајкл Овен Морис | Ерик Пингл          | 19. јануар 1984.   | 7.90                            |
| 608              | 7                  | "Буђење (2. део)"              | Мајкл Овен Морис | Ерик Пингл          | 20. јануар 1984.   | 6.60                            |
| 609              | 8                  | "Фронтиос (1. део)"            | Рон Џоунс        | Кристофер Х. Бидмид | 26. јануар 1984.   | 8.00                            |
| 610              | 9                  | "Фронтиос (2. део)"            | Рон Џоунс        | Кристофер Х. Бидмид | 27. јануар 1984.   | 5.80                            |
| 611              | 10                 | "Фронтиос (3. део)"            | Рон Џоунс        | Кристофер Х. Бидмид | 2. фебруар 1984.   | 7.80                            |
| 612              | 11                 | "Фронтиос (4. део)"            | Рон Џоунс        | Кристофер Х. Бидмид | 3. фебруар 1984.   | 5.60                            |
| 613              | 12                 | "Васкрсење Далека (1. део)"    | Метју Робинсон   | Ерик Соард          | 8. фебруар 1984.   | 7.30                            |
| 614              | 13                 | "Васкрсење Далека (2. део)"    | Метју Робинсон   | Ерик Соард          | 15. фебруар 1984.  | 8.00                            |
| 615              | 14                 | "Планета ватре (1. део)"       | Фиона Каминг     | Питер Гримвејд      | 23. фебруар 1984.  | 7.40                            |
| 616              | 15                 | "Планета ватре (2. део)"       | Фиона Каминг     | Питер Гримвејд      | 24. фебруар 1984.  | 6.10                            |
| 617              | 16                 | "Планета ватре (3. део)"       | Фиона Каминг     | Питер Гримвејд      | 1. март 1984.      | 7.40                            |
| 618              | 17                 | "Планета ватре (4. део)"       | Фиона Каминг     | Питер Гримвејд      | 2. март 1984.      | 7.00                            |
| 619              | 18                 | "Пећине Андрозанија (1. део)"  | Грејем Харпер    | Роберт Холмс        | 8. март 1984.      | 6.90                            |
| 620              | 19                 | "Пећине Андрозанија (2. део)"  | Грејем Харпер    | Роберт Холмс        | 9. март 1984.      | 6.60                            |
| 621              | 20                 | "Пећине Андрозанија (3. део)"  | Грејем Харпер    | Роберт Холмс        | 15. март 1984.     | 7.80                            |
| 622              | 21                 | "Пећине Андрозанија (4. део)"  | Грејем Харпер    | Роберт Холмс        | 16. март 1984.     | 7.80                            |
| 623              | 22                 | "Недоумица близанаца (1. део)" | Питер Мофат      | Ентони Стивен       | 22. март 1984.     | 7.60                            |
| 624              | 23                 | "Недоумица близанаца (2. део)" | Питер Мофат      | Ентони Стивен       | 23. март 1984.     | 7.40                            |
| 625              | 24                 | "Недоумица близанаца (3. део)" | Питер Мофат      | Ентони Стивен       | 29. март 1984.     | 7.00                            |
| 626              | 25                 | "Недоумица близанаца (4. део)" | Питер Мофат      | Ентони Стивен       | 30. март 1984.     | 6.30                            |

### 22. сезона (1985)
Серија се вратила на емитовање суботом једном недељно. Све епизоде су трајале 45 минута, мада постоје и у 25-минутним варијантама. Иако има само 13 епизода у сезони, укупно време приказивања остало је приближно исто као у претходним сезонама јер су епизоде биле скоро дупло дуже.
| Бр. еп. (укупно) | Бр. еп. (у сезони) | Наслов                      | Редитељ        | Сценариста               | Премијера         | Гледаност у Британији (милиони) |
| ---------------- | ------------------ | --------------------------- | -------------- | ------------------------ | ----------------- | ------------------------------- |
| 627              | 1                  | "Напад Киберљуди (1. део)"  | Метју Робинсон | Пола Мур                 | 5. јануар 1985.   | 8.90                            |
| 628              | 2                  | "Напад Киберљуди (2. део)"  | Метју Робинсон | Пола Мур                 | 12. јануар 1985.  | 7.20                            |
| 629              | 3                  | "Освета Вароса (1. део)"    | Рон Џоунс      | Филип Мартин             | 19. јануар 1985.  | 7.20                            |
| 630              | 4                  | "Освета Вароса (2. део)"    | Рон Џоунс      | Филип Мартин             | 26. јануар 1985.  | 7.00                            |
| 631              | 5                  | "Ознака Рани (1. део)"      | Сара Хелингс   | Пип Бејкер и Џејн Бејкер | 2. фебруар 1985.  | 6.30                            |
| 632              | 6                  | "Ознака Рани (2. део)"      | Сара Хелингс   | Пип Бејкер и Џејн Бејкер | 9. фебруар 1985.  | 7.30                            |
| 633              | 7                  | "Два Доктора (1. део)"      | Питер Мофат    | Роберт Холмс             | 16. фебруар 1985. | 6.60                            |
| 634              | 8                  | "Два Доктора (2. део)"      | Питер Мофат    | Роберт Холмс             | 23. фебруар 1985. | 6.00                            |
| 635              | 9                  | "Два Доктора (3. део)"      | Питер Мофат    | Роберт Холмс             | 2. март 1985.     | 6.90                            |
| 636              | 10                 | "Временски сплет (1. део)"  | Пенан Робертс  | Глен Мекој               | 9. март 1985.     | 6.70                            |
| 637              | 11                 | "Временски сплет (2. део)"  | Пенан Робертс  | Глен Мекој               | 16. март 1985.    | 7.40                            |
| 638              | 12                 | "Откровење Далека (1. део)" | Грејем Харпер  | Ерик Соард               | 23. март 1985.    | 7.40                            |
| 639              | 13                 | "Откровење Далека (2. део)" | Грејем Харпер  | Ерик Соард               | 30. март 1985.    | 7.70                            |

### 23. сезона (1986)
Цела сезона је названа Суђење господару времена и подељена је на четири сегмента. Сегменти се обично називају насловима свojих романа (наведени у наставку), али сезона је емитована као једна прича од четрнаест делова и ови наслови се нису појавили на екрану. Дужина епизоде се вратила на 25 минута, али са само четрнаест епизода у сезони, што чини укупно време трајања ове сезоне (и наредних сезона) нешто више од половине претходних сезона, враћајући се на 7. сезону. У сезони је отишла Пери и уведена Бони Ленгфорд као пратитељка Мел Буш.
| Бр. еп. (укупно) | Бр. еп. (у сезони) | Наслов                         | Редитељ       | Сценариста               | Премијера           | Гледаност у Британији (милиони) |
| ---------------- | ------------------ | ------------------------------ | ------------- | ------------------------ | ------------------- | ------------------------------- |
| 640              | 1                  | "Тајанствена планета (1. део)" | Николас Малет | Роберт Холмс             | 6. септембар 1986.  | 4.90                            |
| 641              | 2                  | "Тајанствена планета (2. део)" | Николас Малет | Роберт Холмс             | 13. септембар 1986. | 4.90                            |
| 642              | 3                  | "Тајанствена планета (3. део)" | Николас Малет | Роберт Холмс             | 20. септембар 1986. | 3.90                            |
| 643              | 4                  | "Тајанствена планета (4. део)" | Николас Малет | Роберт Холмс             | 27. септембар 1986. | 3.70                            |
| 644              | 5                  | "Умни след (1. део)"           | Рон Џоунс     | Филип Мартин             | 4. октобар 1986.    | 4.80                            |
| 645              | 6                  | "Умни след (2. део)"           | Рон Џоунс     | Филип Мартин             | 11. октобар 1986.   | 4.60                            |
| 646              | 7                  | "Умни след (3. део)"           | Рон Џоунс     | Филип Мартин             | 18. октобар 1986.   | 5.10                            |
| 647              | 8                  | "Умни след (4. део)"           | Рон Џоунс     | Филип Мартин             | 25. октобар 1986.   | 5.00                            |
| 648              | 9                  | "Ужас Вервоида (1. део)"       | Крис Кло      | Пип Бејкер и Џејн Бејкер | 1. новембар 1986.   | 5.20                            |
| 649              | 10                 | "Ужас Вервоида (2. део)"       | Крис Кло      | Пип Бејкер и Џејн Бејкер | 8. новембар 1986.   | 4.60                            |
| 650              | 11                 | "Ужас Вервоида (3. део)"       | Крис Кло      | Пип Бејкер и Џејн Бејкер | 15. новембар 1986.  | 5.30                            |
| 651              | 12                 | "Ужас Вервоида (4. део)"       | Крис Кло      | Пип Бејкер и Џејн Бејкер | 22. новембар 1986.  | 5.30                            |
| 652              | 13                 | "Врхунски злотвор (1. део)"    | Крис Кло      | Роберт Холмс             | 29. новембар 1986.  | 4.40                            |
| 653              | 14                 | "Врхунски злотвор (2. део)"    | Крис Кло      | Пип Бејкер и Џејн Бејкер | 6. децембар 1986.   | 5.60                            |

### 24. сезона (1987)
Ова сезона је померена на распоред за понедељак. Мел Буш је отишла на крају сезоне, а улогу пратитељке преузела је Софи Алдред као Ејс.
| Бр. еп. (укупно) | Бр. еп. (у сезони) | Наслов                        | Редитељ       | Сценариста               | Премијера           | Гледаност у Британији (милиони) |
| ---------------- | ------------------ | ----------------------------- | ------------- | ------------------------ | ------------------- | ------------------------------- |
| 654              | 1                  | "Време и Рани (1. део)"       | Ендру Морган  | Пип Бејкер и Џејн Бејкер | 7. септембар 1987.  | 5.10                            |
| 655              | 2                  | "Време и Рани (2. део)"       | Ендру Морган  | Пип Бејкер и Џејн Бејкер | 14. септембар 1987. | 4.20                            |
| 656              | 3                  | "Време и Рани (3. део)"       | Ендру Морган  | Пип Бејкер и Џејн Бејкер | 21. септембар 1987. | 4.30                            |
| 657              | 4                  | "Време и Рани (4. део)"       | Ендру Морган  | Пип Бејкер и Џејн Бејкер | 28. септембар 1987. | 4.90                            |
| 658              | 5                  | "Рајски торњи (1. део)"       | Николас Малет | Стивен Вајат             | 5. октобар 1987.    | 4.50                            |
| 659              | 6                  | "Рајски торњи (2. део)"       | Николас Малет | Стивен Вајат             | 12. октобар 1987.   | 5.20                            |
| 660              | 7                  | "Рајски торњи (3. део)"       | Николас Малет | Стивен Вајат             | 19. октобар 1987.   | 5.00                            |
| 661              | 8                  | "Рајски торњи (4. део)"       | Николас Малет | Стивен Вајат             | 26. октобар 1987.   | 5.00                            |
| 662              | 9                  | "Делта и Барјактари (1. део)" | Крис Кло      | Малколм Кол              | 2. новембар 1987.   | 5.30                            |
| 663              | 10                 | "Делта и Барјактари (2. део)" | Крис Кло      | Малколм Кол              | 9. новембар 1987.   | 5.10                            |
| 664              | 11                 | "Делта и Барјактари (3. део)" | Крис Кло      | Малколм Кол              | 16. новембар 1987.  | 5.40                            |
| 665              | 12                 | "Змајска ватра (1. део)"      | Крис Кло      | Ијан Бригс               | 23. новембар 1987.  | 5.50                            |
| 666              | 13                 | "Змајска ватра (2. део)"      | Крис Кло      | Ијан Бригс               | 30. новембар 1987.  | 5.00                            |
| 667              | 14                 | "Змајска ватра (3. део)"      | Крис Кло      | Ијан Бригс               | 7. децембар 1987.   | 4.70                            |

### 25. сезона (1988−89)
Серија је померена на среду. Програм је прославио 25 година постојања епизодом Сребрни непријатељ (1. део).
| Бр. еп. (укупно) | Бр. еп. (у сезони) | Наслов                                 | Редитељ      | Сценариста   | Премијера          | Гледаност у Британији (милиони) |
| ---------------- | ------------------ | -------------------------------------- | ------------ | ------------ | ------------------ | ------------------------------- |
| 668              | 1                  | "Сећање на Далеке (1. део)"            | Ендру Морган | Бен Аронович | 5. октобар 1988.   | 5.50                            |
| 669              | 2                  | "Сећање на Далеке (2. део)"            | Ендру Морган | Бен Аронович | 12. октобар 1988.  | 5.80                            |
| 670              | 3                  | "Сећање на Далеке (3. део)"            | Ендру Морган | Бен Аронович | 19. октобар 1988.  | 5.10                            |
| 671              | 4                  | "Сећање на Далеке (4. део)"            | Ендру Морган | Бен Аронович | 26. октобар 1988.  | 5.00                            |
| 672              | 5                  | "Извидница среће (1. део)"             | Крис Кло     | Грејем Кари  | 2. новембар 1988.  | 5.30                            |
| 673              | 6                  | "Извидница среће (2. део)"             | Крис Кло     | Грејем Кари  | 9. новембар 1988.  | 4.60                            |
| 674              | 7                  | "Извидница среће (3. део)"             | Крис Кло     | Грејем Кари  | 16. новембар 1988. | 5.30                            |
| 675              | 8                  | "Сребрни непријатељ (1. део)"          | Крис Кло     | Кевин Кларк  | 23. новембар 1988. | 6.10                            |
| 676              | 9                  | "Сребрни непријатељ (2. део)"          | Крис Кло     | Кевин Кларк  | 30. новембар 1988. | 5.20                            |
| 677              | 10                 | "Сребрни непријатељ (3. део)"          | Крис Кло     | Кевин Кларк  | 7. децембар 1988.  | 5.20                            |
| 678              | 11                 | "Највећа емисија у галаксији (1. део)" | Алан Веринг  | Стивен Вајат | 14. децембар 1988. | 5.00                            |
| 679              | 12                 | "Највећа емисија у галаксији (2. део)" | Алан Веринг  | Стивен Вајат | 21. децембар 1988. | 5.30                            |
| 680              | 13                 | "Највећа емисија у галаксији (3. део)" | Алан Веринг  | Стивен Вајат | 28. децембар 1988. | 4.80                            |
| 681              | 14                 | "Највећа емисија у галаксији (4. део)" | Алан Веринг  | Стивен Вајат | 4. јануар 1989.    | 6.60                            |

### 26. сезона (1989)
Последња сезона је наставила да гура серију ка мрачнијем приступу, усредсређујући се овог пута више на Ејсин лични живот, као и на Докторову прошлост и обмане. Ова сезона је поставила тон за низ романа Нових невиних пустоловина који је уследио.
| Бр. еп. (укупно) | Бр. еп. (у сезони) | Наслов                         | Редитељ       | Сценариста   | Премијера           | Гледаност у Британији (милиони) |
| ---------------- | ------------------ | ------------------------------ | ------------- | ------------ | ------------------- | ------------------------------- |
| 682              | 1                  | "Бојно поље (1. део)"          | Мајкл Кериган | Бен Аронович | 6. септембар 1989.  | 3.10                            |
| 683              | 2                  | "Бојно поље (2. део)"          | Мајкл Кериган | Бен Аронович | 13. септембар 1989. | 3.90                            |
| 684              | 3                  | "Бојно поље (3. део)"          | Мајкл Кериган | Бен Аронович | 20. септембар 1989. | 3.60                            |
| 685              | 4                  | "Бојно поље (4. део)"          | Мајкл Кериган | Бен Аронович | 27. септембар 1989. | 4.00                            |
| 686              | 5                  | "Духовна светлост (1. део)"    | Алан Веринг   | Марк Плат    | 4. октобар 1989.    | 4.20                            |
| 687              | 6                  | "Духовна светлост (2. део)"    | Алан Веринг   | Марк Плат    | 11. октобар 1989.   | 4.00                            |
| 688              | 7                  | "Духовна светлост (3. део)"    | Алан Веринг   | Марк Плат    | 18. октобар 1989.   | 4.00                            |
| 689              | 8                  | "Проклетство Фенрика (1. део)" | Николас Малет | Ијан Бригс   | 25. октобар 1989.   | 4.30                            |
| 690              | 9                  | "Проклетство Фенрика (2. део)" | Николас Малет | Ијан Бригс   | 1. новембар 1989.   | 4.00                            |
| 691              | 10                 | "Проклетство Фенрика (3. део)" | Николас Малет | Ијан Бригс   | 8. новембар 1989.   | 4.00                            |
| 692              | 11                 | "Проклетство Фенрика (4. део)" | Николас Малет | Ијан Бригс   | 15. новембар 1989.  | 4.20                            |
| 693              | 12                 | "Преживљавање (1. део)"        | Алан Веринг   | Рона Манро   | 22. новембар 1989.  | 5.00                            |
| 694              | 13                 | "Преживљавање (2. део)"        | Алан Веринг   | Рона Манро   | 29. новембар 1989.  | 4.80                            |
| 695              | 14                 | "Преживљавање (3. део)"        | Алан Веринг   | Рона Манро   | 6. децембар 1989.   | 5.00                            |

### Филм (1996)
| Бр. еп. (укупно) | Бр. еп. (у сезони) | Наслов      | Редитељ    | Сценариста    | Премијера     | Прод. код      | Гледаност у Британији (милиони) |
| ---------------- | ------------------ | ----------- | ---------- | ------------- | ------------- | -------------- | ------------------------------- |
| −                | −                  | "Доктор Ху" | Џефри Сакс | Метју Џејкобс | 12. мај 1996. | 50/LDX071Y/01X | 9.08                            |